# Literaturjahr 1948
Liste der Literaturjahre

◄◄ | ◄ | 1944 | 1945 | 1947 | Literaturjahr 1948 | 1949 | 1952 | ►

Weitere Ereignisse

## Ereignisse
- In Frankfurt am Main wird der (heutige) Börsenverein des Deutschen Buchhandels gegründet.
- In Göttingen gründet sich das PEN-Zentrum Deutschland neu und der „Deutsche PEN-Club im Exil“ wird umbenannt in PEN-Zentrum deutschsprachiger Autoren im Ausland.
- In München wird die Bayerische Akademie der Schönen Künste gegründet.
- In Paris wird das Collège de ’Pataphysique gegründet.
- In Augsburg wird am 26. Februar mit dem Märchen Der gestiefelte Kater die Augsburger Puppenkiste eröffnet.
- Die Theodor-Storm-Gesellschaft wird gegründet.
- Die Friedrich-Freudenthal-Gesellschaft wird gegründet.
- In Hagen wird als Gustav Kiepenheuer GmbH der heutige Verlag Kiepenheuer & Witsch gegründet.
- In Ost-Berlin wird der Verlag der Nation gegründet. – Der ebenfalls 1948 in Ost-Berlin gegründete Kongreß-Verlag wird bis 1962 bestehen.
- In München wird unter dem Namen Gesellschaft für wissenschaftliches Lichtbild der spätere Hirmer Verlag gegründet.
- In München wird unter dem Namen Ingenieurbüro für Betriebs- und Büroorganisation der spätere K. G. Saur Verlag gegründet.
- Der Verleger Josef Hall gründet die Winfried-Werk GmbH, aus der später die Verlagsgruppe Weltbild hervorgeht.
- Der Verleger Georg von Holtzbrinck gründet die Stuttgarter Hausbücherei (Ende der 1950er Jahre in Deutscher Bücherbund umbenannt), aus der sich in den nächsten Jahrzehnten ein Medienkonzern entwickeln wird.
- In Berlin wird von Gerhard Hentrich eine Druckerei gegründet, aus der später die Edition Hentrich hervorgeht.
- Die Charles E. Tuttle Company wird in den USA und in Japan gegründet.
- Im Verlag Das Neue Berlin erscheinen die ersten Bände der Buchreihe Berlinische Miniaturen.
- Im Ost-Berliner Dietz Verlag beginnt die Bücherei des Marxismus-Leninismus zu erscheinen.
- In Bern erscheinen die ersten von bis 1953 insgesamt 23 Bänden der Buchreihe Bibliographische Einführungen in das Studium der Philosophie.
- In Berlin erscheint erstmals die politische Kulturzeitschrift Der Monat, in der in den nächsten beiden Jahrzehnten zahlreiche renommierte Autoren publizieren werden.
- Die Fachzeitschrift Aus dem Antiquariat erscheint ab 31. August in eigenständiger Form.
- Das aktualisiert weiterhin erscheinende biografische Nachschlagewerk Handbuch des Niedersächsischen Landtages erscheint erstmals.
- Der niederländische Jan-Campert-Preis für Poesie wird erstmals vergeben.
- Der schweizerische Charles-Veillon-Preis wird erstmals vergeben; 1948 wird noch unter dem Namen Prix international Charles-Veillon ein französischsprachiges Werk ausgezeichnet.
- Der norwegische Bokhandlerprisen für „das Buch des Jahres“ wird erstmals vergeben.
- Der finnische Topelius-Preis für Jugendliteratur wird erstmals vergeben.
- Heinrich Böll verfasst die Erzählung Das Vermächtnis, findet jedoch keinen Verlag für das Manuskript; dasselbe gilt für seinen ersten Roman Kreuz ohne Liebe, der erst 2002 postum erscheint.
- Arno Schmidt verfasst die Erzählung Gadir oder Erkenne dich selbst, die 1949 u. a. zusammen mit der Erzählung Leviathan erscheinen wird.
- Roald Dahl verfasst die Kurzgeschichten The Dogchild und World Leaders, die mehr als 70 Jahre später noch unveröffentlicht sind.
- Mit The Secret of the Mansion entsteht der erste Band der Trixie Belden-Abenteuerserie von Julie Campbell.
- George Orwell stellt den Roman 1984 fertig, der im Juni 1949 erscheinen wird.
- Alfred Döblin stellt das autobiographische Werk Schicksalsreise fertig, das im November 1949 erscheinen wird.
- In München erscheint die erste deutsche Ausgabe des Romans Die Blendung von Elias Canetti (die Erstausgabe war 1935 in Wien erschienen).
- In Warschau erscheinen bis 1970 und erneut von 1980 bis 1993 die Bleter far geszichte.
- In Italien beginnt die Comicserie Tex zu erscheinen.
- In Italien erscheint bis 1950 in insgesamt 108 Ausgaben die Comicserie Pantera Bionda.
- In dem belgischen Comic-Magazin Tintin erscheinen ab 1948 die frankobelgischen Comicserien Alix (bis heute) und Hassan et Kaddour (bis 1962).
- Als ersten Verlag, der nach dem Krieg Heftromane in den Zeitschriftenhandel bringt, gründet Otto Melchert den Verlag Mein Roman, der 1951 mit dem bis zum Jahr 2000 von Melchert geleiteten Kelter Verlag fusioniert.
- Die in Berlin erschienene Kulturzeitschrift Horizont muss wegen Papierverknappung ihr Erscheinen einstellen.
- In der Sowjetunion stellt der Verlag Der Emes seine Tätigkeit ein.
- Es erscheint die letzte amtliche Ausgabe des Index librorum prohibitorum, bevor er 1966/1967 außer Kraft gesetzt wird.
- Das Chartular von Lausanne wird vollständig publiziert.
- In Paris erscheint der letzte Band der Histoire du monde.
- Die französische Wochenzeitschrift Le Monde illustré erscheint Ende des Jahres letztmals unter eigenem Namen.
- Im Combat erscheint am 16. Juli ein Offener Brief von Jean Cocteau und Jean-Paul Sartre an den Präsidenten der Republik, in dem um die Begnadigung von Jean Genet gebeten wird.
- Am 4. Mai wird Bertolt Brechts Stück Der kaukasische Kreidekreis am Nourse Little Theatre, Carleton College, in Northfield (Minnesota) uraufgeführt.
- Am 5. Juni wird Herr Puntila und sein Knecht Matti von Bertolt Brecht am Schauspielhaus Zürich uraufgeführt.
- Am 15. August findet die erste szenische Aufführung des „weltlichen Oratoriums“ Le vin herbé von Frank Martin in deutscher Sprache als Der Zaubertrank im Salzburger Landestheater statt.
- Mit dem Ziel der Übersetzung von Meisterwerken der Weltliteratur beginnt die UNESCO-Sammlung repräsentativer Werke, in deren Rahmen – bis zur Einstellung des Projekts im Jahr 2005 – 1060 Übersetzungen erscheinen werden.

### Literaturverfilmungen (Auswahl)
- Das Drama Joan of Lorraine von Maxwell Anderson wird als Joan of Arc von Victor Fleming verfilmt.
- Das Drama Key Largo von Maxwell Anderson wird unter demselben Titel von John Huston verfilmt.
- Das Drama Rope des britischen Schriftstellers Patrick Hamilton wird unter demselben Titel von Alfred Hitchcock verfilmt.
- Die Erzählung The Basement Room von Graham Greene wird von Carol Reed als The Fallen Idol verfilmt.
- Der Roman Ladri di biciclette von Luigi Bartolini wird unter demselben Titel von Vittorio De Sica verfilmt.
- Der Roman I Malavoglia von Giovanni Verga wird von Luchino Visconti als La terra trema verfilmt.
- Die Novelle Brief einer Unbekannten von Stefan Zweig wird unter demselben Titel von Max Ophüls verfilmt.
- Der Roman Die Kartause von Parma von Stendhal wird unter demselben Titel von Christian-Jaque verfilmt.
- Nach eigener Textvorlage und eigenem Drehbuch entsteht das Filmdrama Der Doppeladler von Jean Cocteau.
- Als dritter Film einer Neorealismus-Trilogie erscheint der stark von dem Buch L’an zéro de l’Allemagne von Edgar Morin beeinflusste Film Deutschland im Jahre Null von Roberto Rossellini.
- Nach dem gleichnamigen Märchen von Hans Christian Andersen entsteht der Ballettfilm Die roten Schuhe von Michael Powell und Emeric Pressburger.
- Die Kurzgeschichte Der Herr vom anderen Stern von Werner Illing wird unter dem Titel Der Herr vom andern Stern von Heinz Hilpert verfilmt.
- Nach einer Erzählung von Curt Siodmak dreht Jacques Tourneur den Thriller Berlin Express.

## Neuerscheinungen
Hinweis: Anders als sonst bei den Literaturjahren üblich, will die nachfolgende, autorenbezogene Aufstellung versuchen, einen Eindruck zu ermöglichen, was im dritten Jahr nach dem Zweiten Weltkrieg in der Literatur geschah.

### Romane, Erzählungen
- Ilse Aichinger: Die größere Hoffnung
- Jerzy Andrzejewski: Popiół i diament (dt. 1960 als Asche und Diamant) und Die Karwoche
- Béatrix Beck: Barny
- Werner Bergengruen: Die Hände am Mast
- Giuseppe Berto: Le opere di Dio
- Ralph Black: Jagd nach J.M.
- Heinrich Böll: Der Mann mit den Messern
- Elizabeth Bowen: Gen Norden
- Pearl S. Buck: Peony und The Big Wave (Romane); Far and Near. Stories of East and West (Erzählungen); Die Frauen des Hauses Wu (Roman, dA)
- Italo Calvino: I figli poltroni
- Albert Camus: Der Fremde (im Original 1942 als L’Étranger)
- Albert Camus: Die Pest (im Original 1947 als La peste)

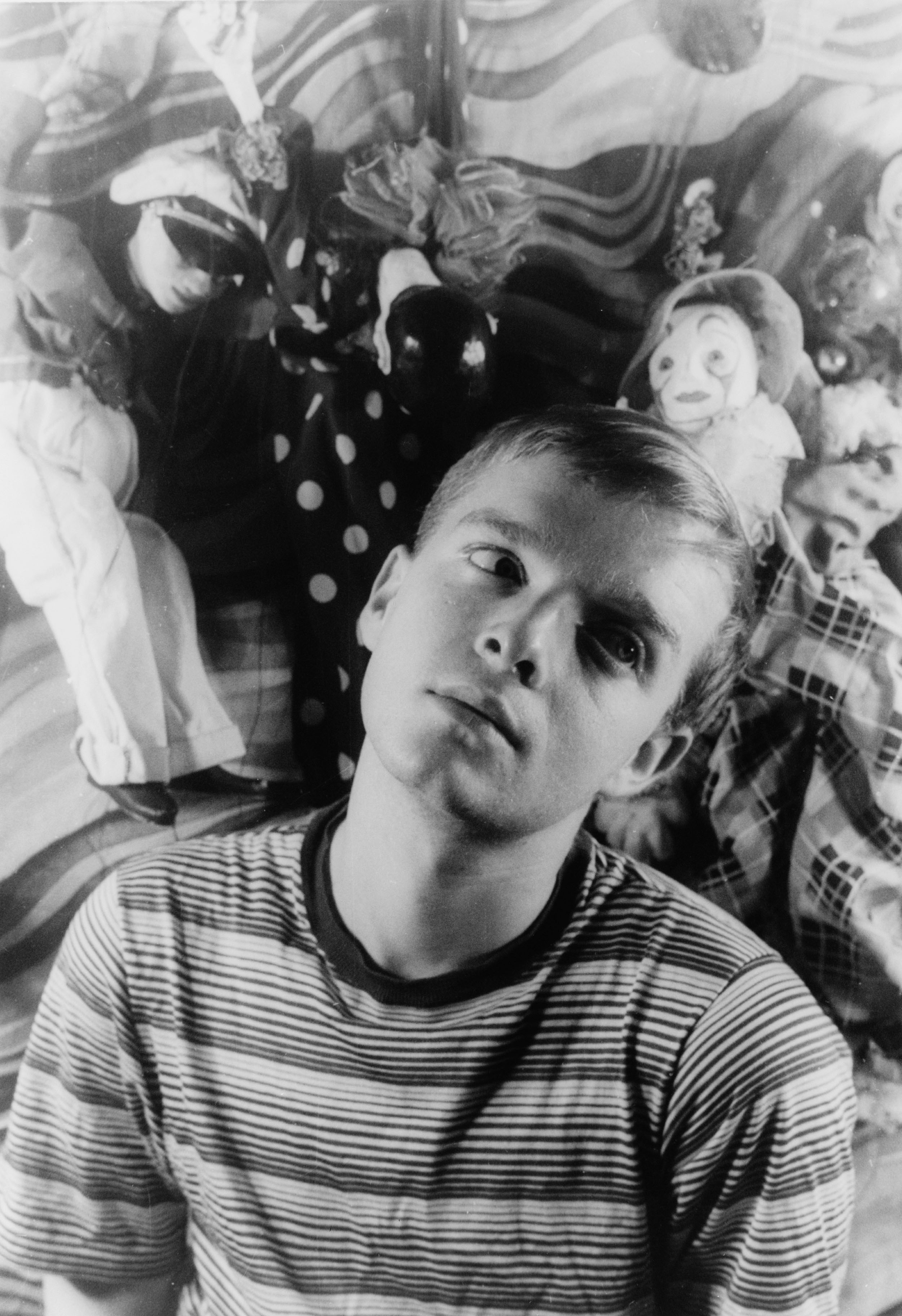
Truman Capote (1948), fotografiert von Carl Van Vechten

- Truman Capote: Other Voices, Other Rooms
- Agatha Christie: Taken at the Flood (dt. 1950 als Der Todeswirbel)
- Arthur C. Clarke: The Sentinel (entstanden 1948)
- Stephen Crane: Im Rettungsboot
- Stig Dagerman: Bränt barn (dt. 1983 als Gebranntes Kind)
- Roald Dahl: Some Time Never: A Fable for Supermen
- Alphonse Daudet: Fanny Legrand (NÜ)
- Dazai Osamu: Gezeichnet
- Alfred Döblin: Vorspiel. Verratenes Volk (Teil des Gesamtwerks November 1918. Eine deutsche Revolution)
- Maurice Druon: Les Grandes Familles (dt. 1961 als Die großen Familien)
- Ilja Ehrenburg: Der Sturm (1. Buchausgabe, auch auf Deutsch)
- Howard Fast: My Glorious Brothers
- William Faulkner: Intruder in the Dust (dt. 1951 als Griff in den Staub)
- Martha Florian (d. i. Friederike Manner): Die dunklen Jahre
- Ralph Giordano: Morris. Geschichte einer Freundschaft
- Graham Greene: The Heart of the Matter (OA) und Die Kraft und die Herrlichkeit (dA)
- Giovannino Guareschi: Mondo Piccolo. Don Camillo
- Hella Haasse: Oeroeg (erschienen als „Boekenweekgeschenk“)
- Dashiell Hammett: Nightmare Town (four stories)
- Georgette Heyer: The Foundling
- Aldous Huxley: Ape and Essence
- Shirley Jackson: The Lottery, Kurzgeschichte
- Tove Jansson: Trollkarlens hatt (Bd. 3 der Mumins)
- Anna Maria Jokl: Die Perlmutterfarbe
- Ernst Jünger: Ein Inselfrühling
- Wolfgang Koeppen: Jakob Littner: Aufzeichnungen aus einem Erdloch
- Arthur Koestler: Die Gladiatoren
- Halldór Laxness: Atómstöðin
- C. S. Lewis: Arthurian Torso und Der verstummte Planet
- Mira Lobe: Insel der Kinder (dt. inhaltl. verändert 1951 als Insu-Pu, die Insel der verlorenen Kinder)

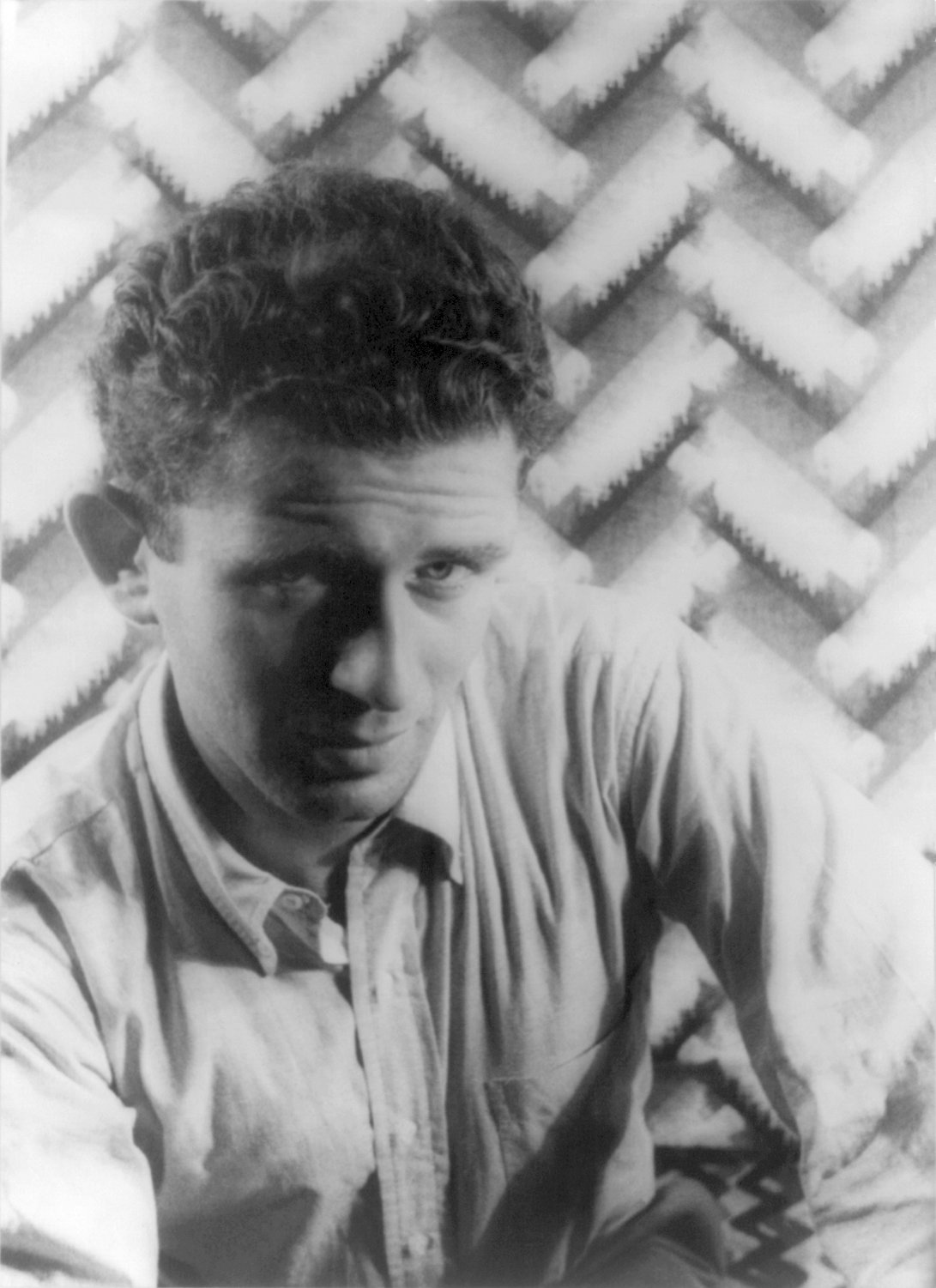
Norman Mailer (1948), fotografiert von Carl Van Vechten

- Norman Mailer: The Naked and the Dead (dt. 1950 als Die Nackten und die Toten)

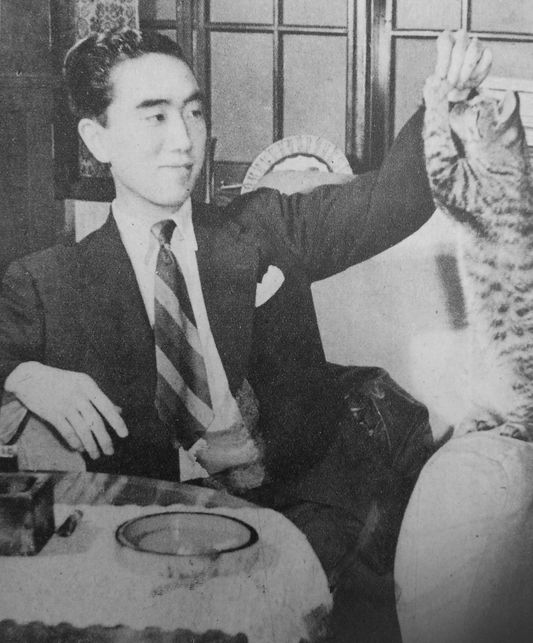
Yukio Mishima (1948)

- Sándor Márai: Der Richtige (OA 1941 als Az igazi)
- Robin Maugham: The Servant
- William Somerset Maugham: Dort oben in der Villa
- Kenneth Millar: The Three Roads
- Henry Miller: The Smile at the Foot of the Ladder
- Yukio Mishima: Diebe (OA)
- Elsa Morante: Menzogna e sortilegio
- Hans Erich Nossack: Interview mit dem Tode; darin: Der Untergang
- Ruth Park: The Harp in the South
- Cesare Pavese: Der Teufel auf den Hügeln (entstanden 1948)
- Ernesto Sabato: Der Tunnel
- Vita Sackville-West: Erloschenes Feuer (Roman) und Der Erbe und andere Erzählungen
- J. D. Salinger: A Perfect Day for Bananafish und Uncle Wiggily in Connecticut
- Nathalie Sarraute: Portrait d’un inconnu
- Thomas Savage: Lona Hanson
- Wolfdietrich Schnurre: Das Begräbnis und An die Harfner
- Anna Seghers: Das Argonautenschiff (entstanden 1948) und Transit (erste deutsche Buchausgabe)
- Joachim Seyppel: Ferdinands absoluter Standpunkt
- George Bernard Shaw: Ein Negermädchen sucht Gott
- Frans Eemil Sillanpää: Das fromme Elend
- Georges Simenon: Maigret et son mort und Les Vacances de Maigret und Der Schiffsfuhrmann
- B. F. Skinner: Walden Two
- Clark Ashton Smith: Genius Loci and Other Tales
- James Thurber: The Beast in Me and Other Animals
- Anton Tschechow: Nach dem Theater, Kurzgeschichte

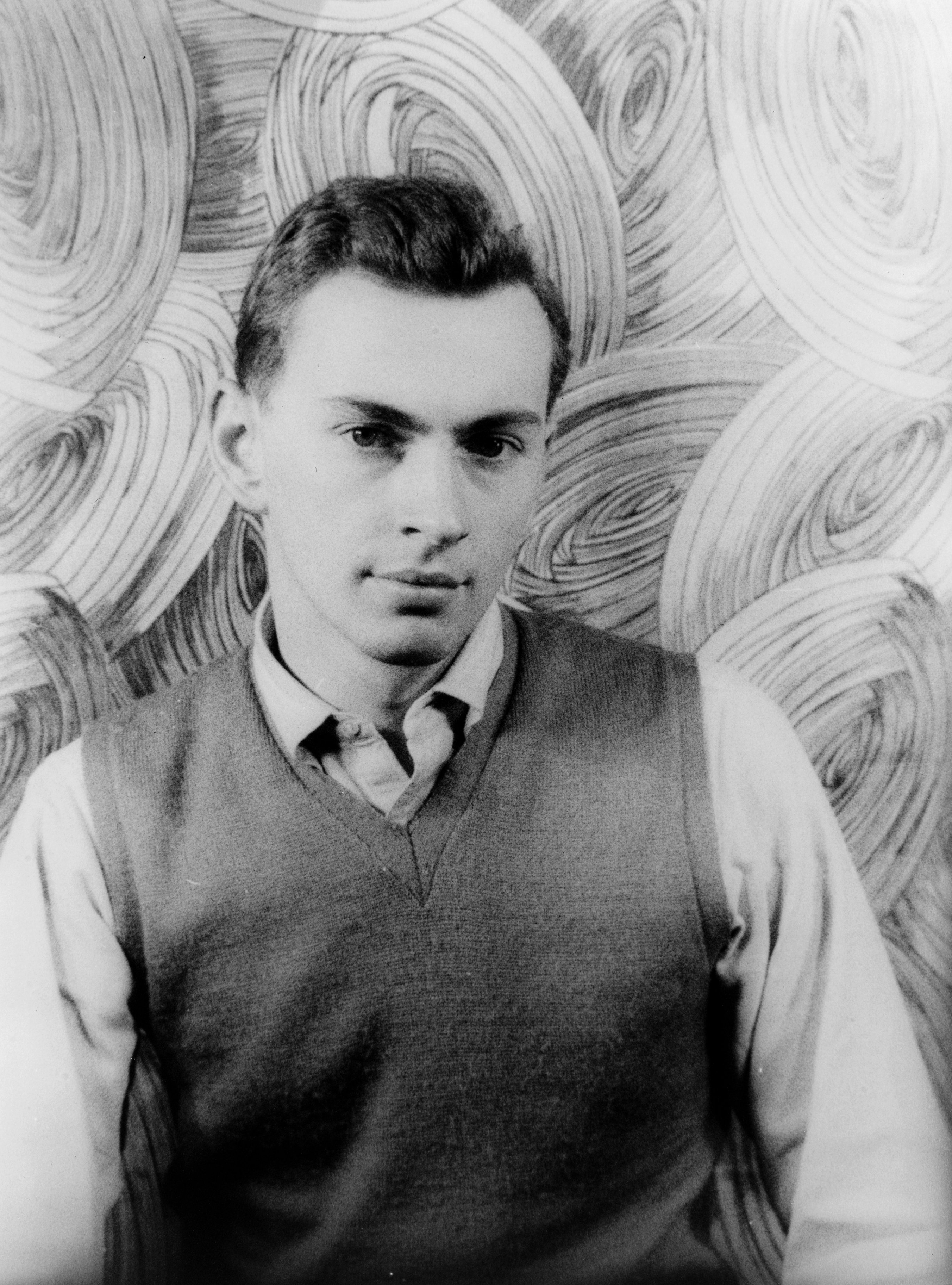
Gore Vidal (1948), fotografiert von Carl Van Vechten

- Gore Vidal: The City and the Pillar
- A. E. van Vogt: The World of Null-A
- Evelyn Waugh: The Loved One (dt. 1950 als Tod in Hollywood)
- Peter Weiss: Die Besiegten
- Thornton Wilder: The Ides of March (dt. 1949 als Die Iden des März)
- John Williams: Nothing But the Night
- Herman Wouk: City Boy: The Adventures of Herbie Bookbinder

### Lyrik
- Gottfried Benn: Statische Gedichte
- Paul Celan: Der Sand aus den Urnen mit der Todesfuge
- Günter Eich: Abgelegene Gehöfte; darin u. a. die Gedichte Inventur und Latrine
- Jean Genet: La Parade und andere Gedichte
- Marie Luise Kaschnitz: Totentanz und Gedichte zur Zeit, darin Rückkehr nach Frankfurt
- Ezra Pound: The Pisan Cantos
- Richard Strauss: Vier letzte Lieder nach Gedichten von Hesse und Eichendorff

### Drama

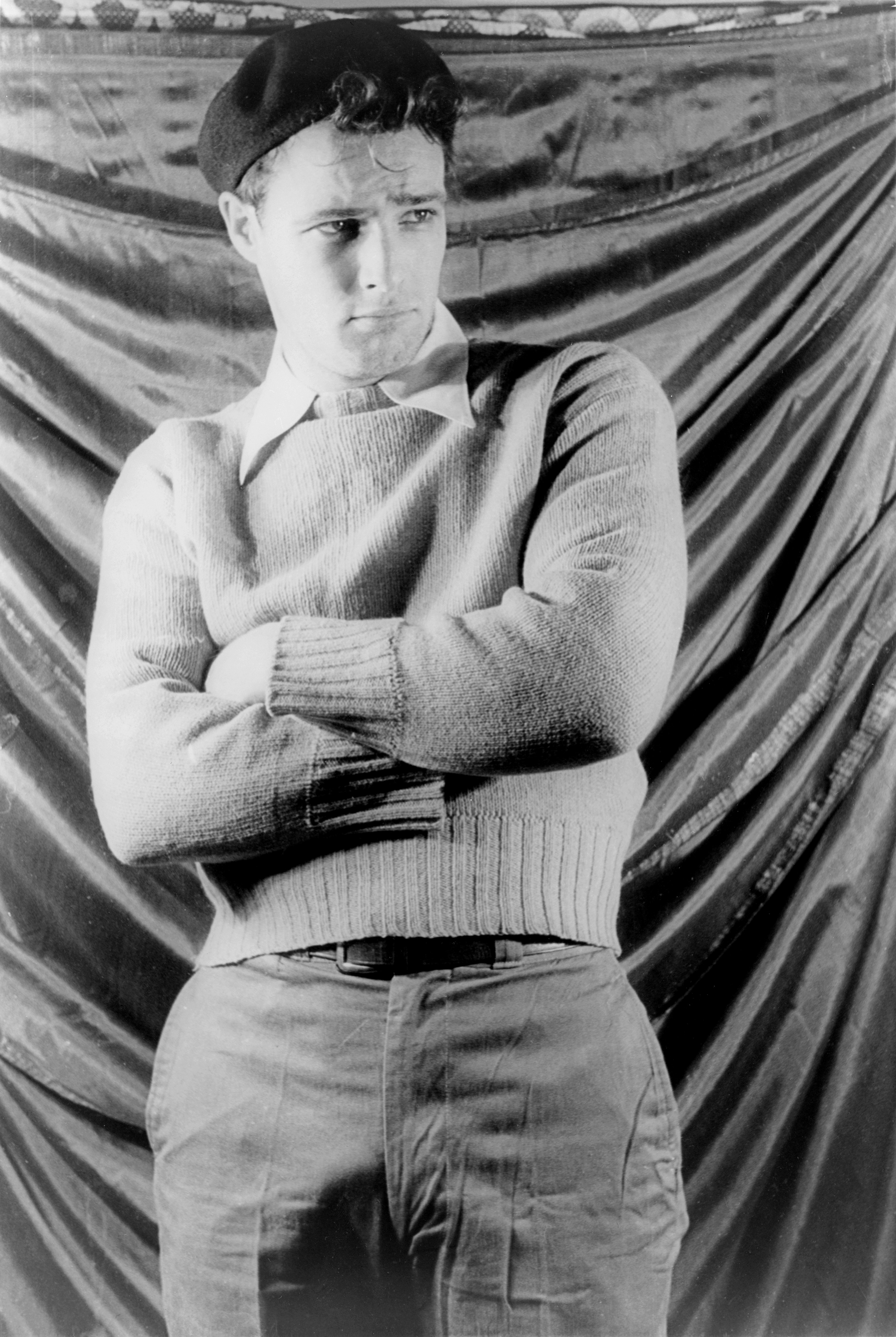
Marlon Brando (1948) in A Streetcar Named Desire, fotografiert von Carl Van Vechten

- Jean Anouilh: Ardèle oder Das Gänseblümchen
- Ferdinand Bruckner: Fährten
- Albert Camus: L’état de siège (dt. Der Belagerungszustand)
- Friedrich Dürrenmatt: Der Blinde
- Max Frisch: Als der Krieg zu Ende war (entstanden 1948)
- Witold Gombrowicz: Ślub (dt. Die Trauung)
- Gerhart Hauptmann: Agamemnons Tod und Elektra
- Hans Henny Jahnn: Armut, Reichtum, Mensch und Tier
- Jean-Paul Sartre: Die schmutzigen Hände
- Peter Weiss: Der Turm
- Tennessee Williams: Summer and Smoke und UA von The Last of My Solid Gold Watches

### Weitere Werke
- Hannah Arendt: Was ist Existenzphilosophie?, Essay
- José Cabrero Arnal: Pif le chien, Comicstrip
- Wilbert Vere Awdry: James the Red Engine, Kinderbuch
- Johannes R. Becher: Die Asche brennt auf meiner Brust und Volk im Dunkel wandelnd
- Karl Berbuer: Trizonesien-Song
- Ina van der Beugel, mit Zeichnungen von Jean Effel: Een vrouw over mannen, Sammlung satirischer Kolumnen
- Boris Blacher: Die Nachtschwalbe (Oper), Libretto: Friedrich Wolf
- Albert Camus: Um die Kafka-Studie erweiterte Ausgabe von Le mythe de Sisyphe
- Winston Churchill: The Gathering Storm, Kriegserinnerungen (Bd. 1)
- Ernst Robert Curtius: Europäische Literatur und lateinisches Mittelalter, literaturwissensch. Studie
- Friedrich Feld: Lok 1414, Kinderbuchreihe
- Hans Fischer: Pitschi, Bilderbuch
- André Gide: Préfaces / Rencontres / Éloges
- Manfred Hausmann: Von der dreifachen Natur des Buches, Essay
- Sadegh Hedayat: Die Botschaft Kafkas, Essay
- Eugen Herrigel: Zen in der Kunst des Bogenschießens
- Friedrich Georg Jünger: Orient und Okzident und Gespräche
- Hermann Kesten: Copernicus und seine Welt
- Alfred Charles Kinsey: Sexual Behavior in the Human Male
- Ella Maillart: Auf abenteuerlicher Fahrt durch Iran und Afghanistan
- Anton Makarenko: Ein pädagogisches Poem (dEA)
- Heinrich Mann: Die traurige Geschichte von Friedrich dem Großen
- Klaus Mann: Die Heimsuchung des europäischen Geistes
- Thomas Mann: Nietzsches Philosophie im Lichte unserer Erfahrung, Essay
- Peter de Mendelssohn: Das zweite Leben und Überlegungen. Vermischte Aufsätze
- Charles Wright Mills: The New Men of Power: America’s Labor Leaders, soziolog. Studie
- Edgar Morin: Das Jahr Null. Ein Franzose sieht Deutschland
- Ernst Erich Noth: Russes et Prussiens
- Cole Porter (Liedtexte): Kiss Me, Kate
- Willard Van Orman Quine: On what there is, Essay
- Antoine de Saint-Exupéry: Citadelle, Essay (postum)
- George Santayana: Dialogues in Limbo, With Three New Dialogues
- Jean-Paul Sartre: Qu’est-ce que la littérature ?, Essay (Buchausgabe)
- Erika Schirmer: Kleine weiße Friedenstaube, Kinderlied
- Hans Sedlmayr: Verlust der Mitte, kulturphilosophische Studie
- John Steinbeck: A Russian Journal (mit Robert Capa), Reisebericht
- Günther Weisenborn: Memorial, Autobiografie
- Wilhelm Worringer: Abstraktion und Einfühlung, kunstwissenschaftliche Monografie (Neudruck)
- Carl Zuckmayer: Die Brüder Grimm. Ein deutscher Beitrag zur Humanität, Essay

## 100 Jahre früher …
- … wurde der französische Schriftsteller Joris-Karl Huysmans geboren († 1907).
- … wurde der französische Schriftsteller und Dramatiker Octave Mirbeau geboren († 1917).
- … wurde der französische Dramatiker Alexandre Bisson geboren († 1912).
- … wurde der amerikanische Schriftsteller Joel Chandler Harris geboren († 1908).
- … wurde der amerikanische Schriftsteller Orison Swett Marden geboren († 1924).
- … wurde der deutsche Schriftsteller und Science-Fiction-Pionier Kurd Laßwitz geboren († 1910).
- … wurde der deutsche Logiker, Mathematiker und Philosoph Gottlob Frege geboren († 1925).
- … wurde der mährische Literaturhistoriker, Biograf und jüdische Publizist Gustav Karpeles geboren († 1909).
- … wurde der deutschsprachige Schriftsteller und Publizist Karl Emil Franzos geboren († 1904).
- … starb (gewaltsam) der deutsche Dichter, Dramatiker, Enzyklopädist und Revolutionär Robert Blum (* 1807).
- … starb die britische Dichterin und Schriftstellerin Emily Brontë (* 1818).
- … starb die deutsche Dichterin und Schriftstellerin Annette von Droste-Hülshoff (* 1797).
- … starb der deutsche Publizist und Autor Joseph Görres (* 1776).
- … starb der japanische Schriftsteller Kyokutei Bakin (* 1767).
- … erschienen die Novellen Weiße Nächte und Weihnachtsbaum und Hochzeit von Fjodor Dostojewski.
- … erschien in zwei Teilen die Erzählung Die fremde Frau und der Mann unter dem Bett von Fjodor Dostojewski.
- … erschien das Prosa-Poem Eureka von Edgar Allan Poe.
- … erschien als Johanna Eyre die erste deutsche Übersetzung des Romans Jane Eyre von Charlotte Brontë.
- … erschien der Roman Die Kameliendame von Alexandre Dumas d. J.
- … entstand und erschien das politische Gedicht Die Todten an die Lebenden von Ferdinand Freiligrath.
- … entstand und erschien das politische Gedicht Das Reden nimmt kein End’ von Georg Herwegh.
- … erschien der Roman Die Flußpiraten des Mississippi von Friedrich Gerstäcker.
- … erschien die Erzählung Marthe und ihre Uhr von Theodor Storm.
- … erschien die Erzählung Der Notar in der Falle von Jeremias Gotthelf.
- … wird die „Posse mit Gesang“ Freiheit in Krähwinkel von Johann Nestroy uraufgeführt.
- … wird in Hannover von Carl Rümpler eine gleichnamige Sortimentsbuchhandlung gegründet, aus der bald auch ein Verlag hervorgeht.

## Jahrestage

### Geboren im Jahr 1948

#### Januar
- 01. Januar: José Luis Ortiz Nuevo, spanischer Regisseur, Dichter, Sachbuchautor, …
- 01. Januar: Amadou Ousmane, nigrischer Journalist und Schriftsteller († 2018)
- 01. Januar: Pierre Rosanvallon, französischer Historiker und Autor
- 02. Januar: Tony Judt, britischer Historiker und Essayist († 2010)
- 02. Januar: Karen Swassjan, armenischstämmiger Philosoph, Literaturwissenschaftler, Kulturhistoriker, Übersetzer und Herausgeber († 2024)
- 03. Januar: Charlotte Gray, kanadische Historikerin und Schriftstellerin, insbesond. Biografin
- 03. Januar: Uwe Saeger, deutscher Schriftsteller und Dramatiker
- 04. Januar: Natalie Goldberg, US-amerikanische Autorin
- 04. Januar: Salvatore Piscicelli, italienischer Filmkritiker, Filmemacher und Schriftsteller († 2024)
- 05. Januar: Herrad Schenk, deutsche Sozialpsychologin, Schriftstellerin und Essayistin
- 05. Januar: Michitsuna Takahashi, japanischer Schriftsteller († 2021)
- 06. Januar: Michail Ryklin, russischer Philosoph und Essayist
- 06. Januar: Abigail Solomon-Godeau, US-amerikanische Kunsthistorikerin und -kritikerin
- 07. Januar: Ghazi Abdel-Qadir, deutschsprachiger Jugendbuchautor palästinensischer Herkunft
- 08. Januar: Frits Boterman, niederländischer Historiker († 2024)
- 09. Januar: Martin Kluger, deutscher Schriftsteller, Übersetzer und Drehbuchautor († 2021)
- 10. Januar: Lioba Betten, deutsche Bibliothekarin und Verlegerin
- 11. Januar: Al Berto, portugiesischer Dichter († 1997)
- 11. Januar: Igor Pomeranzew, überwiegend russischsprachiger Dichter und Schriftsteller
- 12. Januar: William Nicholson, britischer Schriftsteller
- 12. Januar: Carme Riera Guilera, katalanische Schriftstellerin
- 13. Januar: Scott G. Gier, US-amerikanischer Science-Fiction-Schriftsteller
- 13. Januar: Savyon Liebrecht, israelische Schriftstellerin und Dramatikerin
- 14. Januar: Brigitte Boothe, deutsche Psychoanalytikerin und Autorin
- 14. Januar: John T. Lescroart, US-amerikanischer Schriftsteller
- 14. Januar: Jean-Marc Lovay, französischsprachiger Schweizer Schriftsteller
- 17. Januar: Hella Eckert, deutsche Schriftstellerin
- 18. Januar: Svetlana Slapšak, slowenische Anthropologin, Klassische Philologin, Schriftstellerin und Übersetzerin serbischer Herkunft
- 20. Januar: Nancy Kress, US-amerikanische Science-Fiction-Schriftstellerin
- 20. Januar: Volker Schönwiese, österreichischer Psychologe, Pädagoge und Autor
- 20. Januar: Nigel Williams, britischer Schriftsteller und Dramatiker
- 24. Januar: Horacio Xaubet, uruguayischer Dichter und Essayist
- 26. Januar: Gonzague Saint Bris, französischer Schriftsteller († 2017)
- 27. Januar: Valeri Brainin, russischer Musiktheoretiker und Dichter
- 28. Januar: Joachim Lucchesi, deutscher Musikwissenschaftler und Herausgeber
- 28. Januar: Anita Pichler, Schriftstellerin und Übersetzerin aus Südtirol († 1997)
- 29. Januar: Joseph Buhl, deutscher Dichter und Essayist
- 31. Januar: Peter Fässler-Weibel, Schweizer Therapeut und Sachbuchautor († 2011)

#### Februar
- 01. Februar: Sabriye Cemboluk, türkische Schriftstellerin, Dramatikerin und Journalistin
- 03. Februar: Willem F. H. Adelaar, niederländischer Linguist und Kulturwissenschaftler
- 03. Februar: Hans-Peter Jahn, deutscher Literatur- und Musikwissenschaftler, Autor, Essayist, …
- 03. Februar: Henning Mankell, schwedischer Schriftsteller († 2015)
- 04. Februar: Josef J. Preyer, österreichischer (Krimi-)Schriftsteller
- 05. Februar: Terence Blacker, britischer Lektor und (Kinderbuch-)Schriftsteller
- 05. Februar: Errol Morris, US-amerikanischer Dokumentarfilmer und Autor
- 05. Februar: Deborah Willis, US-amerikanische Fotohistorikerin und Publizistin
- 06. Februar: Felix Mitterer, österreichischer Schriftsteller und Dramatiker
- 07. Februar: Friedrich Ach, deutscher Schriftsteller
- 09. Februar: Uli Bohnen, deutscher Kunsthistoriker, -theoretiker, Ausstellungskurator, Autor († 2022)
- 11. Februar: Robert Reginald, US-amerikanischer Bibliograf, Autor, Herausgeber und Verleger († 2013)
- 11. Februar: Monika Salzer, österreichische Theologin, Psychotherapeutin, Aktivistin und Autorin
- 12. Februar: Zehra İpşiroğlu, türkische Literaturwissenschaftlerin, Schriftstellerin und Übersetzerin
- 12. Februar: Raymond Kurzweil, US-amerikanischer Autor
- 12. Februar: Detlev Meyer, deutscher Schriftsteller und Dichter († 1999)
- 12. Februar: Dieter Stievermann, deutscher Historiker († 2024)
- 13. Februar: Juan Introini, uruguayischer Schriftsteller und Essayist († 2013)
- 14. Februar: Ingrid Winterbach, südafrikanische Schriftstellerin
- 15. Februar: Art Spiegelman, US-amerikanischer Cartoonist und Comic-Autor
- 16. Februar: Rufus C. Camphausen, deutsch-niederländischer Autor († 2013)
- 16. Februar: Hans-Martin Große-Oetringhaus, deutscher Pädagoge, Schriftsteller und Fachbuchautor
- 16. Februar: Ilse Lenz, deutsche Soziologin, Autorin und Herausgeberin
- 16. Februar: Uwe Reimer, deutscher historischer Sachbuchautor († 2004)
- 17. Februar: Susan Beth Pfeffer, US-amerikanische (Jugendbuch-)Autorin († 2025)
- 20. Februar: Kirsten Hastrup, dänische Anthropologin und Essayistin
- 21. Februar: Stephen Holmes, US-amerikanischer Politik- und Rechtswissenschaftler und Buchautor
- 22. Februar: Martin Siems, deutscher Psychotherapeut und Buchautor († 2020)
- 23. Februar: Manfred Komorowski, deutscher Bibliothekar
- 24. Februar: Thomas Anz, deutscher Literaturwissenschaftler
- 24. Februar: David Quammen, US-amerikanischer Schriftsteller
- 25. Februar: Aldo Busi, italienischer Schriftsteller und Übersetzer
- 25. Februar: Annette Leo, deutsche Historikerin, Biografin und Herausgeberin
- 25. Februar: Tamara McKinley, australisch-britische Roman-Schriftstellerin
- 26. Februar: Ruy Castro, brasilianischer Journalist, Schriftsteller und Übersetzer
- 26. Februar: David Edgar, britischer Dramatiker
- 27. Februar: Michael Baigent, britisch-neuseeländischer Autor († 2013)
- 27. Februar: Thorkild Grosbøll, dänischer Geistlicher und Autor († 2020)
- 27. Februar: Albert Wendt, deutscher Schriftsteller, Dramatiker, Hörspiel- und Kinderbuchautor
- 28. Februar: Iris von Bredow, deutsche Althistorikerin, Übersetzerin und Romanautorin († 2018)
- 28. Februar: Donna Jo Napoli, US-amerikanische Linguistin und Kinder- und Jugendbuchautorin
- 29. Februar: Jirō Akagawa, japanischer Schriftsteller
- 29. Februar: Hermione Lee, britische Literaturwissenschaftlerin und Biografin
- 29. Februar: Patricia A. McKillip, US-amerikanische Science-Fiction-Autorin († 2022)
- 29. Februar: Ronnith Neumann, deutsch-israelische Schriftstellerin
- 29. Februar: Martin Suter, Schweizer Schriftsteller
- 00. Februar: Karl Thiele, deutscher Schauspieler, Theaterregisseur und Autor

#### März
- 01. März: Kate Bornstein, US-amerikanische Autorin
- 01. März: Astrid Reinla, estnische Schriftstellerin († 1995)
- 02. März: David G. Roskies, kanadisch-US-amerikanischer Literaturwissenschaftler und Herausgeber
- 03. März: Max Allan Collins, US-amerikanischer Schriftsteller
- 04. März: James Ellroy, US-amerikanischer Schriftsteller
- 05. März: Josip Pejaković, jugoslawisch-bosnischer Schauspieler, Schriftsteller und Kabarettist († 2025)
- 05. März: Leslie Marmon Silko, indianisch-US-amerikanische Schriftstellerin
- 06. März: Karl-Josef Kuschel, deutscher Theologe und Autor
- 06. März: Stephen Schwartz, US-amerikanischer Musical-Komponist und -Autor
- 07. März: Karl Schlögel, deutscher Osteuropahistoriker und Essayist
- 08. März: Nachman Ben-Yehuda, israelischer Soziologe
- 08. März: Peggy March, US-amerikanische Sängerin und Liedtexterin
- 08. März: Jonathan Sacks, britischer Rabbiner, Philosoph und Autor († 2020)
- 09. März: Mohed Altrad, syrisch-französischer Unternehmer und Schriftsteller (das Geburtsdatum ist ungewiss)
- 09. März: Bernd Kessens, deutscher Schriftsteller und Dramatiker
- 09. März: Andres Langemets, estnischer Dichter, Essayist, Literaturkritiker, Lektor, Übersetzer
- 09. März: Michael Studemund-Halévy, deutscher Linguist und Autor
- 10. März: Paul Badde, deutscher Journalist und Autor
- 10. März: Bob Holman, US-amerikanischer Dichter und Slam-Poet
- 12. März: Sandra Brown, US-amerikanische Schriftstellerin
- 12. März: Pasquale Misuraca, italienischer Schriftsteller und Essayist
- 13. März: Alberto Manguel, argentinisch-kanadischer Schriftsteller und Herausgeber
- 14. März: Valerie Martin, US-amerikanische Schriftstellerin
- 14. März: Jochen Schimmang, deutscher Schriftsteller
- 15. März: David Albahari, serbisch-kanadischer Schriftsteller († 2023)
- 15. März: Gerhard Seyfried, deutscher Schriftsteller
- 15. März: Tomek Tryzna, polnischer Schriftsteller und Filmregisseur
- 16. März: Margaret Weis, US-amerikanische Science-Fiction-Autorin
- 17. März: William Gibson, US-amerikanischer Science-Fiction-Autor
- 17. März: Michael Meinicke, deutscher Schriftsteller
- 18. März: Gabriele Herzog, deutsche Schriftstellerin, Hörspiel- und Drehbuchautorin
- 20. März: Wolfgang Nieblich, deutscher bildender und Buch-Objektkünstler
- 20. März: Pamela Sargent, US-amerikanische Science-Fiction-Schriftstellerin und Herausgeberin
- 21. März: Gary Giddins, US-amerikanischer Autor, Kritiker und Biograf
- 21. März: Jens Köhn, deutscher Historiker, Jurist und Kinderbuchautor († 2020)
- 23. März: Nenad Djapic, deutscher Filmregisseur und Autor
- 23. März: Israel Hame’iri, israelischer Schriftsteller und Dramatiker
- 25. März: Jochen Berg, deutscher Schriftsteller († 2009)
- 25. März: Theo van den Boogaard, niederländischer Comic-Szenarist und -Zeichner
- 25. März: Reinhard Bottländer, deutscher Schriftsteller
- 25. März: Veronika A. Grager, österreichische (Krimi-)Schriftstellerin
- 25. März: Luis Landero, spanischer Schriftsteller
- 25. März: Loris Sturlese, italienischer Philosophiehistoriker und Autor
- 27. März: Dele Charley, sierra-leonischer Schriftsteller und Dramatiker († 1993)
- 27. März: Joaquim Pijoan i Arbocer, katalanischer Schriftsteller
- 27. März: Edgar Selge, deutscher Schauspieler und Schriftsteller
- 28. März: Jayne Ann Krentz, US-amerikanische Autorin von Liebesromanen
- 29. März: Joachim Kersten, deutscher Soziologe und Kriminologe
- 30. März: Jeanne Robinson, US-amerikanische Choreographin und Science-Fiction-Autorin († 2010)
- 30. März: Christian Wallner, österreichischer Schriftsteller, Kolumnist und Kabarettist († 2010)
- 31. März: Rafik Ben Salah, tunesisch-schweizerischer Schriftsteller
- 31. März: Wulf Bertram, deutscher Psychotherapeut, Verlagsleiter und Autor († 2025)
- 31. März: Elisabeth Herrmann-Otto, deutsche Althistorikerin und Essayistin
- 31. März: Enrique Vila-Matas, katalanisch-spanischer Schriftsteller

#### April
- 01. April: Urs Allemann, Schweizer Schriftsteller († 2024)
- 01. April: Bruce Andrews, US-amerikanischer Politologe und Dichter
- 01. April: Catherine Millet, französische Schriftstellerin
- 02. April: Manfred H. Freude, deutscher Lyriker und Dramatiker
- 02. April: Heinz-Jürgen Görtz, deutscher Theologe und Autor († 2020)
- 02. April: Jay Parini, US-amerikanischer Schriftsteller, Dichter, Biograf, Kritiker und Essayist
- 02. April: Joan D. Vinge, US-amerikanische Science-Fiction-Autorin
- 03. April: Hanne-Margret Birckenbach, deutsche Politologin und Sachbuchautorin
- 04. April: Dan Simmons, US-amerikanischer Schriftsteller
- 05. April: Karin Gündisch, deutsche Kinderbuchautorin
- 06. April: Andres Müry, Schweizer Theaterpublizist, Lektor, Übersetzer
- 06. April: Friederike Roth, deutsche Schriftstellerin
- 07. April: Moritz Neumann, deutscher Journalist und Buchautor († 2016)
- 08. April: Eva Heller, deutsche Schriftstellerin († 2008)
- 09. April: Bernard-Marie Koltès, französischer Schriftsteller († 1989)
- 10. April: Seppo Hentilä, finnischer Historiker, Politologe und Autor
- 11. April: Klaus Jürgen Berthold, deutscher Lehrer und Schriftsteller
- 11. April: Anke Maggauer-Kirsche, deutsche Lyrikerin und Aphoristikerin
- 12. April: Hugo Bervejillo, uruguayischer Schriftsteller und Journalist
- 13. April: Drago Jančar, slowenischer Schriftsteller
- 13. April: Michael O’Brien, britischer Historiker († 2015)
- 13. April: Manfred Quiring, deutscher Journalist und Buchautor
- 13. April: Piotr Sommer, polnischer Lyriker, Essayist, Literaturkritiker, Übersetzer und Dozent
- 15. April: Viola Roggenkamp, deutsche Schriftstellerin und Publizistin
- 16. April: Jean d’Aillon, französischer Schriftsteller
- 16. April: Peter Steinbach, deutscher Historiker und Autor
- 16. April: Peter Uhlmann, deutscher Übersetzer aus dem Finnischen
- 17. April: Monika Dettwiler, Schweizer Schriftstellerin und Journalistin
- 17. April: John N. Gray, britischer Philosoph und Autor
- 18. April: Otakar Božejovský, Schweizer Verleger tschechoslowakischer Herkunft
- 18. April: Jesper Juul, dänischer Therapeut und Autor († 2019)
- 19. April: Agnieszka Baranowska, polnische Literaturkritikerin und Publizistin
- 20. April: Matthias Kuhle, deutscher Geograf und Wissenschaftstheoretiker († 2015)
- 20. April: Rob Stoner, US-amerikanischer Musiker, Songwriter und Musicalautor
- 21. April: Gino Strada, italienischer Mediziner und Essayist († 2021)
- 22. April: Martin Riesebrodt, deutsch-amerikanischer Religionssoziologe († 2014)
- 23. April: Charles Richard Johnson, US-amerikanischer Schriftsteller
- 23. April: Pascal Quignard, französischer Schriftsteller
- 23. April: Kurt Scheel, deutscher Kulturjournalist, Essayist und Herausgeber († 2018)
- 24. April: Walter Appel, deutscher Schriftsteller, Verfasser zahlreicher Heftromane
- 24. April: Kōhei Tsuka, koreanisch-japanischer Dramatiker und Theaterregisseur († 2010)
- 24. April: Thomas Waugh, kanadischer Autor und Filmwissenschaftler
- 25. April: Lars Klinting, schwedischer Kinderbuchautor und Illustrator († 2006)
- 26. April: Josef Bierbichler, deutscher Schauspieler und Schriftsteller
- 26. April: Marta Randall, US-amerikanische Science-Fiction-Autorin
- 27. April: Werner Hamacher, deutscher Komparatist, Literaturtheoretiker und Übersetzer († 2017)
- 28. April: Terry Pratchett, britischer Fantasy-Schriftsteller († 2015)
- 29. April: John Calvin Batchelor, US-amerikanischer Schriftsteller
- 29. April: Helmut Peitsch, deutscher Literaturhistoriker und Publizist
- 00. April: Tanure Ojaide, nigerianischer Literaturwissenschaftler, Lyriker und Schriftsteller

#### Mai
- 01. Mai: Terry Goodkind, US-amerikanischer Fantasyautor († 2020)
- 01. Mai: Josef Perner, österreichischer Psychologe und Autor
- 01. Mai: Frances Wood, britische Sinologin und Autorin
- 02. Mai: Jürgen Ehlers, deutscher Geograf und (Kriminal-)Schriftsteller
- 02. Mai: Enver Karagöz, türkischer Lyriker und Rezitator († 2007)
- 03. Mai: Alois Haider, österreichischer Schriftsteller
- 05. Mai: Fayeq Abdul-Jaleel, kuwaitischer Dichter und Dramatiker († 2003 ?)
- 05. Mai: Klaus Hansen, deutscher Politologe, Schriftsteller und Herausgeber
- 05. Mai: Kim Hoon, südkoreanischer Schriftsteller
- 06. Mai: Jochen Arlt, deutscher Dichter und Schriftsteller
- 06. Mai: Martha Heesen, niederländische Kinder- und Jugendbuchautorin
- 07. Mai: Edgar Cairo, surinamisch-niederländischer Schriftsteller, Dichter, Dramatiker, Essayist († 2000)
- 07. Mai: Lluís Llach, katalanischer Liedermacher und Schriftsteller
- 07. Mai: Daniel Rondeau, französischer Schriftsteller, Journalist, Essayist, Verleger und Diplomat
- 08. Mai: Wolfgang Prosinger, deutscher Journalist und Buchautor († 2016)
- 09. Mai: Martin Altmeyer, deutscher Psychologe und Autor
- 09. Mai: Peter Coreth, österreichischer Autor
- 09. Mai: Jürgen Heumann, deutscher Religionspädagoge und Autor
- 12. Mai: Heinz Finger, deutscher Bibliothekar und Historiker († 2022)
- 14. Mai: Nele Lipp, deutsche Kunst- und Tanzwissenschaftlerin und Autorin
- 15. Mai: Fritz Lehner, österreichischer Regisseur und Schriftsteller
- 15. Mai: Hasan Malay, türkischer Epigraphiker und Althistoriker († 2022)
- 16. Mai: Michael Borgolte, deutscher Mittelalterhistoriker
- 16. Mai: Daniela Castner, deutsche Psychologin und Autorin
- 16. Mai: Sebastian Kleinschmidt, deutscher Literaturwissenschaftler und Publizist
- 16. Mai: Rob MacGregor, US-amerikanischer Schriftsteller
- 17. Mai: Sarah Morgan, britische Schriftstellerin
- 17. Mai: Carlos Romeu, spanischer Karikaturist und Autor († 2021)
- 17. Mai: Jelena Schwarz, russische Lyrikerin, Essayistin und Übersetzerin († 2010)
- 17. Mai: Pat Toomay, US-amerikanischer American-Football-Spieler und Autor
- 18. Mai: Yi Mun-yol, südkoreanischer Schriftsteller
- 19. Mai: Gudrun Leyendecker, deutsche Schriftstellerin
- 19. Mai: Detlef Merbd, deutscher Schriftsteller († 2019)
- 20. Mai: Bernhard Giesen, deutscher Soziologe und Wissenschaftstheoretiker († 2020)
- 21. Mai: Małgorzata Łukasiewicz, polnische Übersetzerin, Literaturkritikerin und Essayistin
- 22. Mai: David H. Levy, kanadischer Astronom, Sachbuchautor und Wissenschaftsjournalist
- 24. Mai: Lorna Crozier, kanadische Schriftstellerin
- 25. Mai: Linda Pfeiffer, deutsche Schriftstellerin
- 25. Mai: Arild Stubhaug, norwegischer Schriftsteller und Dichter
- 25. Mai: Johannes Willms, deutscher Historiker, Essayist und Biograf († 2022)
- 26. Mai: Pentti Kirstilä, finnischer Krimi-Autor († 2021)
- 26. Mai: Stephen Mitchell, britischer Althistoriker, Autor und Herausgeber († 2024)
- 27. Mai: Jocelyne Saucier, französischsprachige kanadische Schriftstellerin
- 28. Mai: Daniel Vogelmann, italienischer Verleger, Lyriker und Übersetzer
- 29. Mai: Norbert Berens, luxemburgischer Pädagoge und Autor von Belletristik und Sachliteratur
- 29. Mai: Peter Ulrich, Schweizer Wirtschaftswissenschaftler und -ethiker
- 30. Mai: Inga Ravna Eira, samisch-norwegische Schriftstellerin, Übersetzerin und Lyrikerin (nordsamisch schreibend)
- 30. Mai: Julie Horney, US-amerikanische Psychologin, Soziologin und Kriminologin († 2016)
- 30. Mai: Dieter Kosslick, deutscher Kulturmanager und Autor
- 30. Mai: Bernd Wagner, deutscher Schriftsteller
- 31. Mai: Swetlana Alexijewitsch, belarussische Schriftstellerin und Nobelpreisträgerin

#### Juni
- 01. Juni: Tomáš Halík, tschechischer Religionsphilosoph und Autor
- 01. Juni: Juhan Viiding, estnischer Lyriker und Dramatiker († 1995)
- 03. Juni: Rolf Thissen, deutscher Autor und Übersetzer von Filmbüchern und -biografien († 2014)
- 04. Juni: Margaret Gibson, kanadische Schriftstellerin († 2006)
- 05. Juni: Ulrich Bister, deutscher Theologe, Autor und Herausgeber († 2008)
- 06. Juni: Georg Lohmann, deutscher Philosoph († 2021)
- 06. Juni: Pabé Mongo, kamerunischer Schriftsteller (französisch schreibend)
- 06. Juni: Gerhard Wilke, deutsch-britischer Ethnologe, Gruppenanalytiker, Publizist und Essayist
- 08. Juni: Péter Gárdos, ungarischer Dokumentarfilmer und Autor
- 08. Juni: Anthony Glees, britischer Historiker und politischer Essayist
- 08. Juni: Gerd Schönfeld, deutscher Schriftsteller († 2021)
- 08. Juni: Peter Schütze, deutscher Schriftsteller, Dramatiker, Essayist, Biograf, Übersetzer, Theaterregisseur, Rezitator, …
- 09. Juni: Alexander Fitz, russlanddeutscher Schriftsteller
- 09. Juni: André Juillard, französischer Comicautor und (überwiegend) -zeichner († 2024)
- 09. Juni: Guillermo Saccomanno, argentinischer Schriftsteller
- 10. Juni: Frieder Faist, deutscher Schriftsteller († 2008)
- 11. Juni: Sumaya Farhat-Naser, palästinensische Autorin
- 11. Juni: Franz, belgischer Comiczeichner und -autor († 2003)
- 12. Juni: Alex Skovron, australischer Dichter und Schriftsteller
- 12. Juni: Len Wein, US-amerikanischer Comicautor († 2017)
- 13. Juni: Anita Siegfried, Schweizer Schriftstellerin
- 13. Juni: Claudia Storz, Schweizer Schriftstellerin
- 13. Juni: Tina Stroheker, deutsche Dichterin und Schriftstellerin
- 14. Juni: Michèle Rakotoson, madagassische Schriftstellerin (vorwiegend französisch schreibend)
- 14. Juni: Jovnna-Ánde Vest, samischsprachiger finnischer Schriftsteller und Übersetzer
- 15. Juni: Hans Ulrich Gumbrecht, deutsch-amerikanischer Literaturwissenschaftler, -historiker und Publizist
- 15. Juni: Norbert Kapferer, deutscher Philosophiehistoriker und Politologe († 2018)
- 16. Juni: Wolfgang Tress, deutscher Psychotherapeut, Psychoanalytiker und Autor († 2023)
- 18. Juni: Reinhard Michl, deutscher Kinderbuchillustrator und -autor
- 19. Juni: Edwin Klein, deutscher Autor, hauptsächlich von Thrillern
- 20. Juni: Gabriele Böhning, deutsche Dichterin und Schriftstellerin
- 20. Juni: Stelvio Mestrovich, italienischer Schriftsteller, Dichter und Kritiker
- 21. Juni: Gert Geißler, deutscher Erziehungswissenschaftler und -historiker
- 21. Juni: Gérard Lhéritier, französischer Manuskripthändler, -sammler und Autor
- 21. Juni: Ian McEwan, britischer Schriftsteller
- 21. Juni: Andrzej Sapkowski, polnischer Fantasy-Schriftsteller
- 21. Juni: Chiqui Vicioso, dominikanische Dichterin, Schriftstellerin und Soziologin
- 21. Juni: Harald Wieczorek, deutscher Schauspieler und Autor
- 22. Juni: Rolf Hosfeld, deutscher Kulturhistoriker, Essayist, Biograf, … († 2021)
- 23. Juni: Klaus-Dietrich Fischer, deutscher Altphilologe und Medizinhistoriker
- 23. Juni: James Wasserman, US-amerikanischer Autor und Herausgeber († 2020)
- 24. Juni: Gerulf Pannach, deutscher Liedtexter († 1998)
- 24. Juni: Helwig Schmidt-Glintzer, deutscher Sinologe und Bibliotheksdirektor
- 25. Juni: Heinrich von der Haar, deutscher Schriftsteller
- 27. Juni: Jeremei Aipin, sowjetischer bzw. russischer Schriftsteller und Politiker
- 27. Juni: Marcel Freydefont, französischer Szenograf, Regisseur, Autor, … († 2016)
- 27. Juni: Esther Rochon, franko-kanadische Science-Fiction-Schriftstellerin
- 28. Juni: Michael Blumlein, US-amerikanischer Schriftsteller († 2019)
- 28. Juni: Deborah Moggach, britische Schriftstellerin
- 28. Juni: Åke Smedberg, schwedischer Schriftsteller
- 29. Juni: Otto Brusatti, österreichischer Musikwissenschaftler, Schriftsteller, Hörspielautor und -regisseur
- 30. Juni: Wolf Erlbruch, deutscher Kinderbuchautor und Illustrator († 2022)

#### Juli
- 01. Juli: Jacques Roman, französischer Schauspieler, Theaterregisseur, Schriftsteller, Lyriker, Hörspielautor und Dramatiker
- 03. Juli: Teodoro Lim (Autorenpseudonym), deutscher Autor († 2020)
- 03. Juli: Stefan Lukschy, deutscher Autor
- 03. Juli: Peter Ruzicka, deutscher Komponist, Opern- und Festspielintendant
- 04. Juli: Walter Bockmayer, deutscher Schriftsteller und Regisseur († 2014)
- 04. Juli: Nicola Gordon Bowe, irisch-britische Kunsthistorikerin und Autorin († 2018)
- 04. Juli: Njabulo Ndebele, südafrikanischer Schriftsteller und Essayist
- 05. Juli: Julie Nixon Eisenhower, US-amerikanische Autorin
- 05. Juli: Nancy Springer, US-amerikanische Schriftstellerin
- 06. Juli: Bodo Kirchhoff, deutscher Schriftsteller
- 07. Juli: Kathy Reichs, US-amerikanische Anthropologin und (Krimi-)Schriftstellerin
- 08. Juli: Gerrit Bos, niederländischer Judaist, Autor und Übersetzer
- 08. Juli: Marlene Müller-Haas, deutsche Übersetzerin
- 09. Juli: Ingolf U. Dalferth, deutscher Religionsphilosoph
- 10. Juli: Vidmantė Jasukaitytė, litauische Dichterin und Schriftstellerin († 2018)
- 11. Juli: Norman Lebrecht, britischer Journalist, Roman- und Sachbuchautor
- 12. Juli: Elias Khoury, libanesischer Schriftsteller († 2024)
- 12. Juli: Dušan Kovačević, jugoslawischer bzw. serbischer Dramatiker, Lyriker, Drehbuch- und Hörspielautor
- 13. Juli: Beatrix Bühler, deutsche Theaterschaffende († 2014)
- 14. Juli: Peter Dinzelbacher, österreichischer Mittelalterhistoriker
- 17. Juli: Luc Bondy, Schweizer Regisseur und Autor († 2015)
- 18. Juli: Jeanne Córdova, US-amerikanische LGBT-Aktivistin, Journalistin und Autorin († 2016)
- 18. Juli: Ólafur Gunnarsson, isländischer Schriftsteller
- 18. Juli: Helju Rebane, estnische Schriftstellerin
- 20. Juli: Ana Becciu, argentinische Lyrikerin, Herausgeberin und Übersetzerin
- 21. Juli: Alberto Acosta Espinosa, ecuadorianischer Ökonom, Politiker und Intellektueller
- 21. Juli: Franz Kratochwil, österreichischer Schauspieler und Autor († 2019)
- 21. Juli: Salean A. Maiwald, deutsche Schriftstellerin
- 22. Juli: Susan E. Hinton, US-amerikanische Schriftstellerin
- 22. Juli: Cecilia Vicuña, chilenische Poetin und bildende Künstlerin
- 25. Juli: Milan Richter, slowakischer Dichter, Dramatiker, Übersetzer und Verleger
- 25. Juli: Brian M. Stableford, britischer Science-Fiction-Autor, Übersetzer und Herausgeber († 2024)
- 26. Juli: Eckhard Jesse, deutscher Politikwissenschaftler und Extremismusforscher
- 26. Juli: Klaus D. Koch, deutscher Chirurg, Aphoristiker, Epigrammatiker und Kinderbuchautor
- 27. Juli: Juliet Marillier, neuseeländische Fantasy-Autorin
- 27. Juli: Hanno Müller, deutscher Heimatforscher und Autor († 2023)
- 27. Juli: Hans Rosling, schwedischer Mediziner und Sachbuchautor († 2017)
- 27. Juli: Guy Stroumsa, israelischer Religionswissenschaftler
- 28. Juli: Franz Metzger, deutscher Historiker und Autor
- 29. Juli: John Clarke, neuseeländisch-australischer Satiriker und Autor († 2017)
- 29. Juli: John Harris, britischer Science-Fiction-Buchillustrator
- 29. Juli: Meir Shalev, israelischer Schriftsteller († 2023)
- 30. Juli: Jürgen Balitzki, deutscher Journalist, Autor und Maler
- 31. Juli: René Böll, deutscher Verleger, Autor und Übersetzer
- 31. Juli: Pascal Ory, französischer Zeithistoriker und Autor, auch Verfasser eines Theaterstücks und Comic-Rezensent

#### August
- 01. August: Teresa Carpenter, US-amerikanische Schriftstellerin
- 01. August: David Gemmell, britischer Autor von Fantasy-Romanen († 2006)
- 01. August: Serpil Güvenç, türkische Autorin und Übersetzerin
- 01. August: Aline Kominsky-Crumb, US-amerikanische Comic-Produzentin († 2022)
- 01. August: Walter Pilar, österreichischer Dichter und Prosaautor († 2018)
- 01. August: Hermann Urbanek, österreichischer Redakteur, Sachbuchautor und Science-Fiction-Experte
- 02. August: Michael Brodsky, US-amerikanischer Schriftsteller
- 02. August: Brigitte Goebel, deutsche Schauspielerin und Autorin († 2018)
- 02. August: Robert Holdstock, britischer Science-Fiction- und Fantasy-Autor († 2009)
- 02. August: Michael Sorkin, US-amerikanischer Architekt, Architekturkritiker und -theoretiker († 2020)
- 06. August: Bernd Marin, österreichischer Sozialwissenschaftler und Autor
- 07. August: Astrid Kaiser, deutsche Erziehungswissenschaftlerin, Autorin und Herausgeberin
- 07. August: Jorge Silva Melo, portugiesischer Regisseur, Autor und Übersetzer († 2022)
- 07. August: Peter Prechtl, deutscher Philosoph († 2007)
- 09. August: Jakow Landa, russischer Schriftsteller († 2005)
- 10. August: Rainer J. Hocher, deutscher Dichter und Schriftsteller († 2012)
- 12. August: Sue Monk Kidd, US-amerikanische Schriftstellerin
- 12. August: Tim Wynne-Jones, kanadischer Schriftsteller
- 13. August: Cynthia Harrod-Eagles, britische Schriftstellerin
- 13. August: Svend Frederik Sager, deutscher Germanist, Linguist und Lyriker
- 14. August: Bernhard C. Bünker, österreichischer Lyriker und Erzähler im Kärntner Dialekt († 2010)
- 14. August: Roger Matthews, britischer Sozialwissenschaftler und Kriminologe († 2020)
- 16. August: Ernesto Mallo, argentinischer (Krimi-)Schriftsteller und Dramatiker
- 16. August: Hans-Dieter Schütt, deutscher Journalist und Schriftsteller
- 16. August: Angela Stachowa, deutsch-sorbische Schriftstellerin († 2022)
- 17. August: Edward Lazear, US-amerikanischer Wirtschaftswissenschaftler († 2020)
- 18. August: Jean-Pierre Lemaire, französischer Lyriker
- 18. August: Rut Plouda-Stecher, bündnerromanische Lyrik- und Prosaautorin
- 20. August: Anneke Brassinga, niederländische Dichterin, Schriftstellerin und Übersetzerin
- 20. August: Bill Griffiths, britischer Dichter, Sprachforscher, … († 2007)
- 20. August: Irmela Hijiya-Kirschnereit, deutsche Japanologin, Literaturkritikerin, Essayistin und Übersetzerin
- 20. August: Trịnh Xuân Thuận, vietnamesisch-amerikanischer Astrophysiker und Sachbuchautor
- 21. August: Dominik Brun, Schweizer Dichter, Schriftsteller und Dramatiker
- 21. August: Wilhelm Gräb, deutscher Theologe und Autor († 2023)
- 22. August: Peter James, britischer (Krimi-)Schriftsteller
- 23. August: Andrei Pleșu, rumänischer Philosoph, Kunsthistoriker und Essayist
- 23. August: Hanspeter Wieland, deutscher Mundartschriftsteller
- 24. August: Alexander McCall Smith, britischer Schriftsteller
- 25. August: Pilar Baumeister, spanisch-deutsche Schriftstellerin, Lyrikerin und Essayistin († 2021)
- 25. August: Harald Motzki, deutscher Islamwissenschaftler und Autor († 2019)
- 25. August: James Sutherland, US-amerikanischer Science-Fiction-Autor
- 25. August: Christian Wellmann, deutscher Soziologe, Friedensforscher und Sachbuchautor († 2013)
- 26. August: Rotraut Susanne Berner, deutsche Grafikerin, Illustratorin und Kinderbuchautorin
- 26. August: Carlos Gardini, argentinischer Literaturkritiker, Schriftsteller und Übersetzer († 2017)
- 27. August: Bernhard Hüttenegger, österreichischer Schriftsteller
- 28. August: Rosa Freire d’Aguiar, brasilianische Journalistin und Übersetzerin
- 28. August: Leo G. Linder, deutscher Autor in verschiedenen Genres
- 28. August: Vonda N. McIntyre, US-amerikanische Science-Fiction-Schriftstellerin († 2019)
- 29. August: Wolfgang David, deutscher Schriftsteller
- 29. August: Wilfried Loth, deutscher Historiker, Politologe und Autor
- 29. August: Eyal Megged, israelischer Schriftsteller und Journalist
- 30. August: Herbert Molderings, deutscher Kunsthistoriker und Essayist

#### September
- 02. September: Manfred Böckl, deutscher Schriftsteller
- 02. September: Wolfgang Kraushaar, deutscher Politologe und Essayist
- 04. September: Franz Greno, deutscher Buchgestalter und Verleger
- 05. September: Lydie Salvayre, französische Schriftstellerin
- 07. September: Friedmar Apel, deutscher Literaturwissenschaftler, Herausgeber und Schriftsteller († 2018)
- 11. September: Jewelle Gomez, US-amerikanische Autorin, Dichterin und Literaturkritikerin
- 12. September: Caio Fernando Abreu, brasilianischer Schriftsteller († 1996)
- 14. September: Robert B. Pippin, US-amerikanischer Philosoph
- 15. September: Haimo L. Handl, österreichischer Verleger und Autor
- 16. September: Julia Donaldson, britische (Kinderbuch-)Autorin
- 16. September: Johann Holzner, österreichischer Germanist, Autor und Herausgeber
- 17. September: Hildegard Maria Nickel, deutsche Soziologin und Autorin
- 18. September: Ulf Nilsson, schwedischer Schriftsteller († 2021)
- 18. September: Friederike Weichselbaumer, österreichische Schriftstellerin
- 19. September: Gerhard Köpf, deutscher Schriftsteller
- 20. September: Hans-Josef Frickenstein, deutscher Dichter und Zeichner († 2013)
- 20. September: George R. R. Martin, US-amerikanischer Science-Fiction-Autor
- 20. September: Adrian Piper, US-amerikanische Konzeptkünstlerin und Philosophin
- 21. September: John D’Emilio, US-amerikanischer Historiker und Geschlechterforscher
- 23. September: Margaret Elphinstone, britische Schriftstellerin
- 23. September: Frank Weymann, deutscher Schriftsteller († 1997)
- 25. September: Alfred Cordes, deutscher Schriftsteller
- 27. September: Jozef Banáš, slowakischer Schriftsteller, Dramatiker und Politiker
- 27. September: Tim Griggs, britischer Autor († 2013)
- 28. September: Kim Yong Taik, südkoreanischer Lyriker
- 28. September: Martin Kutscha, deutscher Jurist, Autor und Herausgeber († 2022)
- 28. September: Inge Seiffge-Krenke, deutsche Psychoanalytikerin und Autorin
- 28. September: Andrzej Zawada, polnischer Literaturhistoriker, Literaturkritiker und Essayist

#### Oktober
- 01. Oktober: Lynn Ahrens, US-amerikanische Musicalautorin und Liedtexterin
- 01. Oktober: Mike Ashley, britischer Bibliograf, Autor und Herausgeber
- 01. Oktober: Mark Pendergrast, US-amerikanischer Journalist, Sach- und Kinderbuchautor
- 02. Oktober: Anna Mitgutsch, österreichische Schriftstellerin
- 04. Oktober: Peter Brandt, deutscher Historiker und Essayist
- 04. Oktober: Christoph Türcke, deutscher Philosoph und Essayist
- 04. Oktober: Martin Vosseler, Schweizer Arzt, Friedens- und Umweltaktivist und Autor († 2019)
- 05. Oktober: Stephen Harrigan, US-amerikanischer Schriftsteller und Essayist
- 05. Oktober: Klaus-Joachim Lorenzen-Schmidt, deutscher Historiker und Autor († 2015)
- 06. Oktober: Andrei S. Markovits, US-amerikanischer Politologe und Soziologe
- 06. Oktober: Zakes Mda, südafrikanischer Dichter, Dramatiker und Romanautor
- 07. Oktober: Diane Ackerman, US-amerikanische Lyrikerin, Essayistin, Kinder- und Sachbuchautorin
- 07. Oktober: Geneviève Fraisse, französische Essayistin
- 08. Oktober: Frank Golczewski, deutscher (Osteuropa-)Historiker
- 08. Oktober: Bernhard Uhde, deutscher kath. Theologe und Religionsphilosoph
- 09. Oktober: Viktor Böll, deutscher Autor, Archivar und Herausgeber († 2009)
- 09. Oktober: Ciaran Carson, nordirischer Dichter und Schriftsteller († 2019)
- 09. Oktober: Hansjörg Hemminger, deutscher Psychologe und Autor († 2022)
- 09. Oktober: Holm Tetens, deutscher Philosoph und Essayist
- 11. Oktober: Ebba D. Drolshagen, deutsche Übersetzerin, Autorin und Publizistin
- 11. Oktober: Göran Rosenberg, schwedischer Journalist und Schriftsteller
- 12. Oktober: Insa Bauer, deutsche Kinderbuchautorin
- 13. Oktober: Alan Bray, britischer Historiker und Autor († 2001)
- 13. Oktober: Conradin Burga, Schweizer Biogeograph und Autor
- 13. Oktober: Herman Franke, niederländischer Kriminologe und Schriftsteller († 2010)
- 13. Oktober: Klaus Hess, deutscher Verleger
- 14. Oktober: Robert Kriechbaumer, österreichischer Historiker und Politologe († 2024)
- 14. Oktober: Conway Lloyd Morgan, britischer Autor (zu Design und Architektur) und Kulturjournalist († 2011)
- 16. Oktober: Günther Rüther, deutscher Politologe, Autor und Biograf
- 16. Oktober: Angelika Zöllner, deutsche Schriftstellerin und Dichterin
- 17. Oktober: Lutz Dammbeck, deutscher Kunst- und Filmschaffender, auch Autor
- 17. Oktober: Cecilia Domínguez Luis, spanische Dichterin und Schriftstellerin
- 17. Oktober: Robert Jordan, US-amerikanischer Schriftsteller († 2007)
- 18. Oktober: Michael Weisser, deutscher Medienkünstler und Autor
- 18. Oktober: Ntozake Shange, US-amerikanische Dichterin, Dramatikerin und Prosaautorin († 2018)
- 19. Oktober: Klaus-Dieter Brunotte, deutscher Schriftsteller und Lyriker († 2017)
- 19. Oktober: James Howard Kunstler, US-amerikanischer Autor
- 20. Oktober: Ed Allen, US-amerikanischer Schriftsteller
- 20. Oktober: Rita Bischof, deutsche Philosophin, Soziologin, Literaturwissenschaftlerin, Essayistin, Übersetzerin
- 20. Oktober: Wilhelm Heiligensetzer, deutscher Journalist, Autor und Kabarettist († 2018)
- 21. Oktober: Hannes Böhringer, deutscher Philosoph und Kunsthistoriker
- 21. Oktober: Christoph Prignitz, deutscher Literaturwissenschaftler († 2024)
- 22. Oktober: Peter Ambros, deutscher Schriftsteller und Übersetzer slowakischer Herkunft († 2018)
- 22. Oktober: Anton Gill, britischer Autor
- 23. Oktober: Ervin Fenyő, ungarischer Schauspieler und Autor
- 26. Oktober: Gary B. Cohen, US-amerikanischer Historiker
- 26. Oktober: Allan Warren, britischer Fotograf und Schriftsteller
- 27. Oktober: Willi Wottreng, Schweizer Journalist und Schriftsteller
- 28. Oktober: Cvetka Tóth, jugoslawische bzw. slowenische Philosophin († 2020)
- 29. Oktober: Frans de Waal, niederländischer Primatologe, Verhaltensforscher und Autor († 2024)
- 30. Oktober: Andreas Beck, deutscher Mediziner und Schriftsteller
- 30. Oktober: Peep Ilmet, estnischer Dichter
- 30. Oktober: Christa Schuenke, deutsche literarische Übersetzerin
- 31. Oktober: Asfa-Wossen Asserate, äthiopisch-deutscher Autor
- 31. Oktober: Matti Y. Joensuu, finnischer Schriftsteller und Journalist († 2011)
- 31. Oktober: Angelika Kallwass, deutsche Psychotherapeutin und Autorin

#### November
- 01. November: Ulrich Herold, deutscher Publizist und Verleger († 2020)
- 01. November: Ina Kramer, deutsche Grafikerin und Autorin von Fantasy-Romanen († 2023)
- 04. November: Tamim Ansary, afghanisch-amerikanischer Schriftsteller und Historiker
- 04. November: Danila Comastri Montanari, italienische Schriftstellerin  († 2023)
- 04. November: Bernard Fathmann, deutscher Pädagoge und niederdeutscher Autor
- 04. November: Erich Wolfgang Skwara, österreichischer Schriftsteller und Übersetzer
- 05. November: Ulla Berkéwicz, deutsche Schriftstellerin und Verlegerin
- 05. November: Bernard-Henri Lévy, französischer Schriftsteller und Publizist
- 10. November: Sabine Jörg, deutsche Schriftstellerin
- 10. November: Steven Utley, US-amerikanischer Science-Fiction-Schriftsteller († 2013)
- 11. November: Gerhard Bungert, deutscher Schriftsteller und Publizist
- 11. November: Martin Chalmers, britischer Übersetzer aus dem Deutschen († 2014)
- 11. November: Susanna Kaysen, US-amerikanische Autorin
- 13. November: Sabine Friedrichson, deutsche Illustratorin von Kinder- und Jugendbüchern
- 13. November: Mizuko Masuda, japanische Schriftstellerin
- 14. November: Kristina Lugn, schwedische Dichterin und Dramatikerin († 2020)
- 15. November: Eqrem Basha, mazedonisch-kosovarischer Lyriker, Schriftsteller und Übersetzer
- 15. November: Georg Ringsgwandl, deutscher Kabarettist und Autor
- 16. November: Birgitta Arens, deutsche Schriftstellerin
- 16. November: Bonnie Greer, US-amerikanisch-britische Schriftstellerin und Dramatikerin
- 16. November: Norbert Greiner, deutscher Anglist und Übersetzungswissenschaftler; auch Theaterregisseur
- 18. November: Frances Fyfield, britische Krimi-Schriftstellerin
- 18. November: Peter Herz, deutscher Althistoriker und Herausgeber
- 18. November: Claus-Peter Lieckfeld, deutscher Autor
- 18. November: Bernhard Ludwig, österreichischer Kabarettist und Autor († 2023)
- 18. November: Erhard Stackl, österreichischer Journalist und Buchautor
- 22. November: Claude Ponti, französischer Schriftsteller
- 23. November: Eva Maaser, deutsche Schriftstellerin
- 23. November: Angela Thomas, Schweizer Kunsthistorikerin und Autorin
- 23. November: Zoë Wicomb, südafrikanische Schriftstellerin
- 24. November: Thomas Emmerig, deutscher Musikforscher, Musikautor und Lyriker († 2021)
- 24. November: Karl-Heinz Kohl, deutscher Ethnologe und Religionswissenschaftler
- 24. November: Spider Robinson, kanadischer Science-Fiction-Autor
- 24. November: Wang Jinkang, chinesischer Science-Fiction-Schriftsteller
- 25. November: Antoine Sfeir, libanesisch-französischer Politologe und Autor († 2018)
- 25. November: Wolfgang Templin, deutscher DDR-Bürgerrechtler, Publizist und Autor
- 27. November: Hans Joas, deutscher Sozialphilosoph und Autor
- 28. November: Agnieszka Holland, polnische Filmregisseurin und Drehbuchautorin
- 28. November: Alan Lightman, US-amerikanischer Astrophysiker und Schriftsteller
- 28. November: Gáspár Miklós Tamás, ungarischer Philosoph, Politiker und Essayist († 2023)
- 29. November: George Szirtes, ungarisch-britischer Dichter, Schriftsteller und Übersetzer
- 00. November: Andrew Abbott, US-amerikanischer Soziologe

#### Dezember
- 01. Dezember: Birgitta Ashoff, deutsche Filmregisseurin, Journalistin und Autorin
- 01. Dezember: James McClelland, US-amerikanischer Psychologe und Autor
- 02. Dezember: Gabriele Weingartner, deutsche Schriftstellerin und Herausgeberin
- 02. Dezember: Christine Westermann, deutsche Moderatorin und Autorin
- 03. Dezember: Ari Trausti Guðmundsson, isländischer Autor
- 03. Dezember: Renate Klöppel, deutsche Schriftstellerin
- 07. Dezember: Francisco Algora, spanischer Schauspieler und Autor († 2016)
- 07. Dezember: Molla Demirel, türkisch-deutscher Lyriker und Erzähler
- 07. Dezember: Gertrud Leutenegger, Schweizer Schriftstellerin († 2025)
- 07. Dezember: David Lyon, kanadischer Soziologe
- 08. Dezember: Fawzi Boubia, marokkanischer Geisteswissenschaftler und Schriftsteller
- 08. Dezember: Wolfgang Rumpf, deutscher Theaterregisseur und -intendant
- 09. Dezember: Gioconda Belli, nicaraguanische Schriftstellerin
- 09. Dezember: Martin Kämpchen, deutscher Schriftsteller, Übersetzer und Herausgeber
- 10. Dezember: Hannelore Faulstich-Wieland, deutsche Erziehungswissenschaftlerin und Autorin
- 11. Dezember: Susan Elizabeth Phillips, US-amerikanische Romanautorin
- 11. Dezember: Wolfgang Schlüter, deutscher Schriftsteller und Übersetzer
- 13. Dezember: Ernst-Otto Luthardt, deutscher Schriftsteller und Herausgeber
- 13. Dezember: Peter Meilchen, deutscher bildender Künstler und Autor († 2008)
- 13. Dezember: Barbara Stromberger, österreichische Liedermacherin und Schriftstellerin
- 14. Dezember: Boudewijn Büch, niederländischer Dichter, Schriftsteller und Publizist († 2002)
- 14. Dezember: Marianne Fritz, österreichische Schriftstellerin († 2007)
- 15. Dezember: Pascal Bruckner, französischer Essayist
- 15. Dezember: Dipesh Chakrabarty, indischer Historiker und Publizist
- 15. Dezember: Reimer Boy Eilers, deutscher Schriftsteller und Publizist
- 15. Dezember: Volker Gadenne, deutscher Philosoph und Wissenschaftstheoretiker
- 17. Dezember: Alida Castañeda Guerra, peruanische Journalistin, Übersetzerin, Essayistin und Dichterin
- 18. Dezember: Anton Dekan, österreichischer Schriftsteller und Musiker
- 18. Dezember: Angela Sommer-Bodenburg, deutsche Kinderbuchautorin und Dichterin
- 19. Dezember: Friedrich Wilhelm Graf, deutscher Theologe, Autor, Kolumnist, Herausgeber
- 20. Dezember: Abdulrazak Gurnah, tansanisch-britischer Schriftsteller, Literatur-Nobelpreisträger 2021
- 20. Dezember: Ronald M. Hahn, deutscher Schriftsteller und Übersetzer
- 20. Dezember: Richard Rosenfeld, US-amerikanischer Kriminalsoziologe († 2024)
- 20. Dezember: Giuliana Sgrena, italienische Journalistin und Buchautorin
- 21. Dezember: Sean McMullen, australischer Science-Fiction-Autor
- 24. Dezember: Samuel Widmer, Schweizer Psychotherapeut und Autor († 2017)
- 27. Dezember: Meja Mwangi, kenianischer Schriftsteller
- 29. Dezember: Michael White, australischer Psychotherapeut und Autor († 2008)
- 30. Dezember: Horace Engdahl, schwedischer Literaturwissenschaftler und Essayist
- 31. Dezember: Patrick Cothias, französischer Comicautor
- 00. Dezember: James D. Long, US-amerikanischer Science-Fiction-Schriftsteller

#### Genaues Datum unbekannt
- Salim Alafenisch, palästinensischer Schriftsteller
- Detlev Arens, deutscher Essayist und Biograf
- Hans-Jürgen Arlt, deutscher Sozialwissenschaftler und Publizist
- Dan Armon, israelischer Dichter
- Jeannette C. Armstrong, indianisch-kanadische Schriftstellerin, Lyrikerin und Essayistin
- Alena Bahníková, tschechische Übersetzerin aus dem Italienischen
- Rıfat Bali, türkischer Autor und Verleger
- Elmar Bereuter, österreichischer Schriftsteller
- Ursula Blank-Sangmeister, deutsche Altphilologin, Autorin, Übersetzerin und Herausgeberin
- Klaus-Michael Bogdal, deutscher Literaturwissenschaftler, Germanist und Essayist
- Patrick Boman, französischsprachiger Schriftsteller
- Hans-Christian Bues, deutscher Schriftsteller
- Bernhard Büscher, deutscher Schriftsteller und Lyriker
- Farideh Chalatbarie, iranische Verlegerin und Kinderbuchautorin
- Christine Christ-von Wedel, deutsch-schweizerische Historikerin
- Claudia Maria Cornwall, kanadische Schriftstellerin
- Franco De Chiara, italienischer Filmschaffender und Autor
- Lutz Dechant, deutscher Schauspieler und Autor
- Hanspeter Demetz, Südtiroler Architekt, Zeichner und Autor
- Hanne Egghardt, österreichische Autorin, Essayistin, Übersetzerin und Journalistin
- Maria Erlenberger, deutschsprachige Schriftstellerin (Geburtsjahr ungewiss)
- Fuad Al-Futaih, jemenitischer Maler, Illustrator und Autor († 2018)
- Joachim Ganzert, deutscher Architekt, Bauhistoriker und Autor
- Françoise Gerbaulet, französische Hörspiel- und Theaterautorin
- Gerhard Götze, deutscher Publizist
- Werner Grabher, österreichischer Schriftsteller und Dramatiker
- Benno Hafeneger, deutscher Erziehungswissenschaftler und Autor
- Pauline Holdstock, britisch-kanadische Schriftstellerin und Essayistin
- Carola Horstmann, deutsche Mundartautorin
- Maureen Hunter, kanadische Dramatikerin
- Edmund Jacoby, deutscher Verleger, Autor, Übersetzer und Herausgeber
- Karl Johaentges, deutscher Fotograf, Autor und Verleger
- Eduard Kaeser, Schweizer Physiker, Philosoph und Essayist
- Karl-Heinz Käfer, deutscher Kinder- und Drehbuchautor und Filmregisseur
- Reinhard Kahl, deutscher Journalist und Essayist
- Joachim Kalka, deutscher Schriftsteller und Übersetzer
- Salim Kemal, indisch-britischer Philosoph und Philosophiehistoriker († 1999)
- Sabina Kienlechner, deutsche Essayistin, Publizistin und Übersetzerin
- Wolfgang Kindler, deutscher Autor
- Ibrahim al-Koni, libyscher Schriftsteller
- Yitzhak Laor, israelischer Schriftsteller
- Leszek Libera, polnischer Schriftsteller und Übersetzer
- Sam Llewellyn, britischer Schriftsteller
- Karl-Heinz Löffler, deutscher Literaturwissenschaftler und Schriftsteller
- F. Gwynplaine MacIntyre, britisch-amerikanischer Schriftsteller († 2010)
- Hans Meyer-Hörstgen, deutscher Mediziner, Schriftsteller und Dramatiker
- Sólrún Michelsen, färöische Schriftstellerin und Dichterin
- Christian Mürner, deutschsprachiger Publizist, Fachautor und Essayist
- Kimiko Nakayama-Ziegler, Dozentin und Übersetzerin aus dem Japanischen
- Kem Nunn, US-amerikanischer Autor
- Elisabeth Panknin, deutsche Dramaturgin und (Hörspiel-)Autorin
- Adrian Plass, britischer Schriftsteller
- Friederun Pleterski, österreichische Journalistin sowie Sachbuch- und Romanautorin
- Eva Polak, tschechoslowakisch-deutsche Hörspiel-, Drehbuch- und Kinderbuchautorin
- Jiří Polák, tschechoslowakisch-deutscher Schriftsteller, Dramaturg, Drehbuch- und Hörspielautor († 2014)
- Walter Popp, deutscher Jurist, Schriftsteller und Übersetzer
- Urs Rauber, Schweizer Journalist und Schriftsteller
- Marie Redonnet, französische Schriftstellerin
- Nicolas Remin, deutscher Schriftsteller
- Barbara Rias-Bucher, deutsche Sachbuchautorin
- Rita Rosen, deutsche Dichterin und Essayistin
- Edward Rutherfurd, britischer Schriftsteller, meist von historischen Romanen
- Wadih Saadeh, libanesisch-australischer Dichter und Schriftsteller
- Reinhold Schein, deutscher Übersetzer, Literaturkritiker und Autor
- Hanna Schimek, österreichische Künstlerin
- Barbara Schlüter, deutsche Autorin
- Bernd Schuh, deutscher Wissenschaftsautor und -übersetzer
- Margarete von Schwarzkopf, deutsche Autorin und Literaturkritikerin
- Georg Seeßlen, deutscher Feuilletonist, Filmkritiker und Essayist
- Marc Silberman, US-amerikanischer Germanist, Literaturwissenschaftler, Brecht-Forscher, Autor und Herausgeber
- Wadi Soudah, palästinensisch-deutscher Schriftsteller
- Bertram Karl Steiner, österreichischer Schriftsteller und Übersetzer
- Jürgen Stolzenberg, deutscher Philosoph
- Dorothea von Törne, deutsche Literaturkritikerin und Schriftstellerin
- Salley Vickers, britische Schriftstellerin
- Firouz Vladi, deutscher Geologe, Historiker und Sachbuchautor
- Kurt Wallander, schwedischer Kriminalkommissar (Kunstfigur)
- Allan C. Weisbecker, US-amerikanischer Autor († 2023)
- Hans-Peter Wiechers, deutscher Journalist und Buchautor
- Margaret Wild, australische Kinder- und Jugendbuchautorin
- Martin Winter, deutscher Journalist und Sachbuchautor
- Ronald Wright, kanadischer Schriftsteller
- Ragıp Zarakolu, türkischer Verleger, Übersetzer und Menschenrechtler

### Gestorben im Jahr 1948

#### Januar – März
- 02. Januar: Vicente Huidobro, chilenischer Dichter
- 06. Januar: Raoul Auernheimer, österreichischer Jurist und Schriftsteller
- 07. Januar: Jean-Baptiste Chabot, französischer Orientalist
- 08. Januar: Kurt Schwitters, deutscher Dichter und Schriftsteller
- 11. Januar: Friedrich Fuchs, deutscher Publizist
- 13. Januar: Ludwig Derleth, deutscher Schriftsteller
- 14. Januar: Isaac Schreyer, österreichischer Dichter und Übersetzer
- 23. Januar: Hugh Fraser Stewart, britischer Romanist und Pascal-Spezialist
- 26. Januar: Th. Th. Heine, deutsch-schwedischer Zeichner, Karikaturist und Autor

- 02. Februar: Gustav Halm, deutscher Schriftsteller
- 03. Februar: Adolf Koelsch, Schweizer Schriftsteller
- 09. Februar: Karl Valentin, deutscher Sprachkünstler
- 10. Februar: Stephen Morehouse Avery, US-amerikanischer Autor
- 11. Februar: Sergei Eisenstein, sowjetischer Filmregisseur und Autor
- 13. Februar: Otto Hamann, österreichischer Arzt und Autor
- 13. Februar: Carl Rössler, österreichischer Schriftsteller, Dramatiker und Librettist
- 20. Februar: Bertha Eckstein-Diener (Sir Galahad), österreichische Schriftstellerin
- 21. Februar: Gustav Mayer, deutscher Historiker und Biograf
- 28. Februar: Emil Bernhard, deutscher Rabbiner, Schriftsteller und Bühnenautor

- 02. März: Adam Scharrer, deutscher Schriftsteller
- 04. März: Antonin Artaud, französischer Schriftsteller
- 06. März: Max Hochdorf, deutscher Schriftsteller und Kritiker
- 06. März: Kikuchi Kan, japanischer Schriftsteller und Dramatiker
- 08. od. 9. März: Gustav Gamper, Schweizer Musiker, Maler, Dichter und Schriftsteller
- 10. März: Zelda Fitzgerald, US-amerikanische Autorin
- 14. März: Hans Eschelbach, deutscher Schriftsteller
- 14. März: Franz Leppmann, deutscher Theaterkritiker, Biograf, Essayist, Übersetzer, Literaturhistoriker
- 20. März: Avedis Aharonian, armenischer Schriftsteller
- 22. März: Eduard Saenger, deutscher Journalist, Lyriker, Essayist und Übersetzer
- 23. März: Nikolai Berdjajew, russischer Philosoph
- 30. März: Maria Lazar, österreichische Schriftstellerin und Übersetzerin
- 31. März: Gerhard Gesemann, deutscher Slawist und Literaturwissenschaftler
- 31. März: Egon Erwin Kisch, deutschsprachiger Schriftsteller und Journalist

#### April – Juni
- 02. April: Sabahattin Ali, türkischer Schriftsteller
- 03. April: Jakob Haringer, deutscher Dichter und Schriftsteller
- 04. April: Georg Terramare, österreichischer Dramatiker und Regisseur
- 05. April: Willard Robertson, US-amerikanischer Schauspieler und Autor
- 08. April: Theódór Friðriksson, isländischer Schriftsteller
- 09. April: Max Hecker, deutscher Philologe, Literaturhistoriker und Archivar
- 21. April: Arturo Farinelli, italienischer Philologe und Literaturwissenschaftler
- 23. April: Emile Ripert, französischer Romanist, Dichter und Schriftsteller
- 24. April: Andrea Butenschön, schwedische Schriftstellerin und Übersetzerin
- 27. April: Wassyl Schtschurat, ukrainischer Literaturwissenschaftler, Schriftsteller und Übersetzer
- 29. April: Sergei Alymow, sowjetischer Schriftsteller und Lyriker

- 05. Mai: Heinrich Ernst Kromer, deutscher Schriftsteller und bild. Künstler
- 05. Mai: Karel Scheinpflug, tschechischer Schriftsteller und Journalist
- 09. Mai: Max Epstein, deutscher Schriftsteller und Theaterleiter
- 12. Mai: Josef Skružný, tschechischer Schriftsteller und Dramatiker
- 13. Mai: Milan Begović, kroatischer Schriftsteller, Dichter, Dramatiker und Übersetzer
- 17. Mai: Theodor Bergmann, deutscher Politiker, Unternehmer und Schriftsteller
- 21. Mai: Artur Dinter, deutscher rassistisch-völkischer Schriftsteller
- 22. Mai: Claude McKay, jamaikanischer Dichter und Schriftsteller
- 23. Mai: Jesús Batikuling Balmori, philippinischer Dichter, Schriftsteller und Dramatiker

- 04. Juni: Samuel Krauss, ungarischer jüdischer Gelehrter
- 06. Juni: Aron Freimann, deutscher Bibliograph, Historiker und Bibliothekar
- 07. Juni: Gertrud Caspari, deutsche Kinderbuchautorin und -illustratorin
- 08. Juni: Ferdinand Bronner, österreichischer Schriftsteller und Dramatiker (nach anderen Angaben 1944 gestorben)
- 11. Juni: Max Geilinger, Schweizer Dichter, Dramatiker und Übersetzer

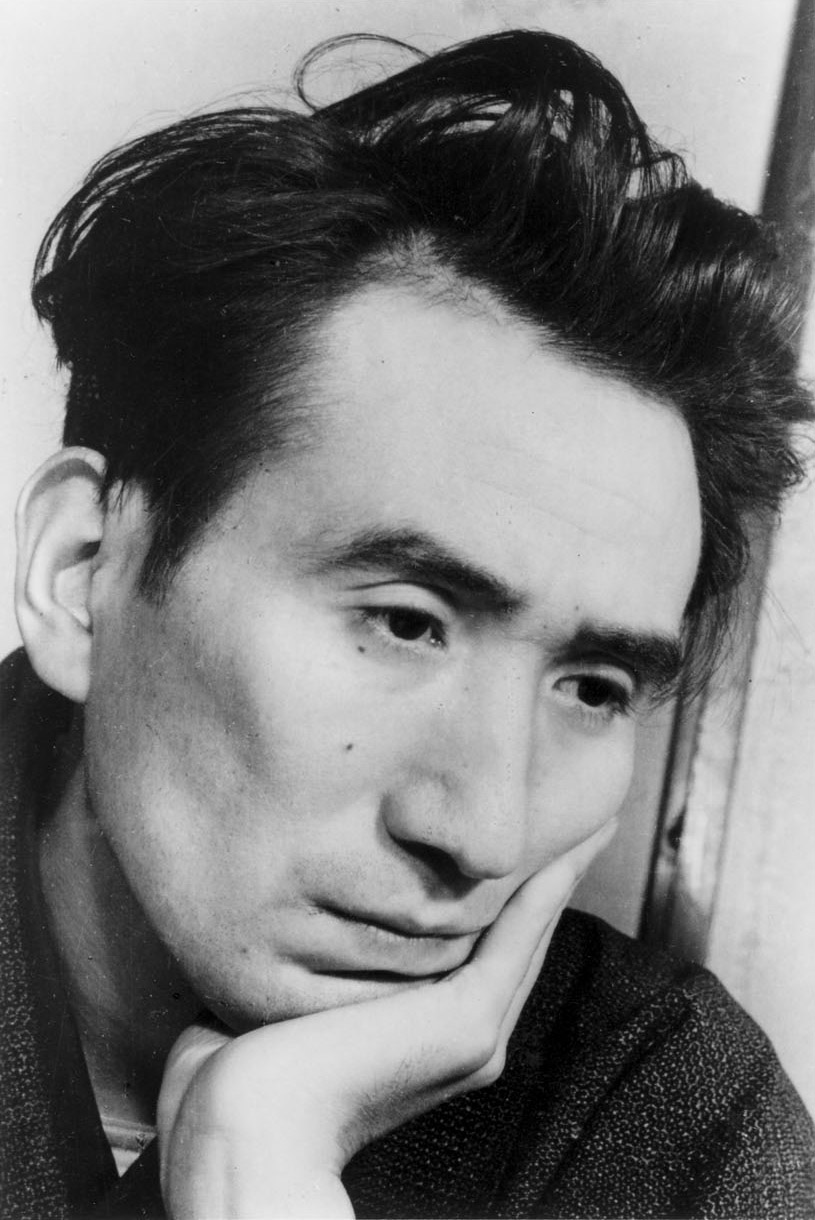
Dazai Osamu (Februar 1948)

- 13. Juni: Dazai Osamu, japanischer Schriftsteller
- 14. Juni: Gertrude Atherton, US-amerikanische Schriftstellerin
- 16. Juni: Rufus Jones, US-amerikanischer Mystiker, Philosoph und Quäker
- 16. Juni: Ernest Tonnelat, französischer Germanist und Literaturhistoriker
- 21. Juni: Alice Brown, US-amerikanische Prosaautorin und Dramatikerin
- 27. Juni: Dorothea Bleek, deutsch-südafrikanische Sprachwissenschaftlerin
- 28. Juni: Albert Pauphilet, französischer Romanist, Autor und Herausgeber
- 29. Juni: Camilla Hirsch, Tagebuchautorin in Theresienstadt
- 30. Juni: Karl Wolfskehl, deutscher Schriftsteller und Übersetzer
- 00. Juni: Helene Weyl, deutsche Schriftstellerin und Übersetzerin

#### Juli – September
- 04. Juli: Monteiro Lobato, brasilianischer Schriftsteller
- 05. Juli: Georges Bernanos, französischer Schriftsteller
- 08. Juli: Bruno H. Bürgel, deutscher Schriftsteller und Wissenschaftspublizist
- 12. Juli: Heinrich Stadelmann, deutscher Psychiater und Schriftsteller
- 15. Juli: Konrad Weichberger, deutscher Pädagoge, Autor, Dichter, Übersetzer, Kleinverleger
- 27. Juli: Susan Glaspell, US-amerikanische Schriftstellerin und Dramatikerin
- 30. Juli: Sophonisba Breckinridge, US-amerikanische Sozialwissenschaftlerin und Autorin
- 31. Juli: John Kenneth Turner, US-amerikanischer politischer Publizist

- 03. August: Rosika Schwimmer, ungarische Feministin und Essayistin
- 08. August: Rheta Childe Dorr, US-amerikanische Journalistin, Autorin und Ghostwriterin
- 10. August: Emmy Hennings, deutsche Schriftstellerin
- 13. August: Wilhelm Reuter, deutscher Dichter und Dramatiker
- 16. August: Perez Hirschbein, jiddischer Dramatiker und Dichter
- 19. August: Frederick Philip Grove, deutsch-kanadischer Schriftsteller und Übersetzer
- 21. August: Richard Atwater, US-amerikanischer Journalist und Kinderbuchautor
- 21. August: Julius Schult, deutscher Verbandsfunktionär, Mitbegründer des Sauerland-Verlags
- 23. August: Marcelle Tinayre, französische Schriftstellerin
- 25. August: Gordon Bottomley, britischer Lyriker und Dramatiker
- 27. August: Robert Renato Schmidt, deutscher Verleger und Schriftsteller
- 30. August: Alice Salomon, deutsch-amerikanische Sozialreformerin und Autorin
- 31. August: Janus Djurhuus, färöischer Dichter
- 31. August: Erich von Rath, deutscher Bibliothekar und Autor

- 01. September: Charles A. Beard, US-amerikanischer Historiker und Politologe
- 01. September: Franz Rinsche, deutscher mundartlicher Schriftsteller
- 02. September: Sylvanus Morley, US-amerikanischer Archäologe und Mayaforscher
- 03. September: Abraham Myerson, US-amerikanischer Psychiater und Autor
- 06. September: Herbert Erich Buhl, deutscher Schriftsteller
- 07. September: André Suarès, französischer Dichter, Dramatiker, Kritiker, Essayist
- 08. September: Thomas Mofolo, Basotho-Schriftsteller
- 08. September: Georg Schmückle, deutscher nationalsozialistischer Schriftsteller
- 14. September: Wilhelm Capitaine, deutscher Priester und Schriftsteller
- 17. September: Ruth Benedict, US-amerikanische Anthropologin
- 17. September: Folke Bernadotte, schwedischer Diplomat und Autor
- 17. September: Maria Homscheid, deutsche Heimatschriftstellerin
- 17. September: Emil Ludwig, deutscher und Schweizer Schriftsteller
- 19. September: Félix Bertaux, französischer Germanist, Übersetzer und Schriftsteller
- 19. September: Jan Welzl, tschechischer Abenteurer und Autor erfundener Reiseliteratur
- 20. September: Woldemar Oskar Döring, deutscher Philosoph und Psychologe
- 22. September: Paul Van Tieghem, französischer Literaturwissenschaftler und Romanist
- 25. September: Edmond-Henri Crisinel, französischsprachiger Schweizer Journalist, Dichter und Schriftsteller
- 25. September: Josef Hofbauer, deutscher (?) Journalist, Dichter und Schriftsteller

#### Oktober – Dezember
- 01. Oktober: Fritz Schnabel, deutscher Verleger
- 04. Oktober: René Benjamin, französischer Schriftsteller
- 06. Oktober: Johannes Gosselck, deutscher Pädagoge und Schriftsteller
- 09. Oktober: Rudolf Bernoulli, Schweizer Kunsthistoriker und Autor
- 11. Oktober: Okamoto Ippei, japanischer Mangaka, Karikaturist und Schriftsteller
- 12. Oktober: Dildar, kurdischer Dichter
- 12. Oktober: Alfred Kerr, deutscher Schriftsteller, Theaterkritiker und Journalist
- 12. Oktober: Joseph Würth, deutscher Verleger
- 13. Oktober: Leonid Mossends, ukrainischer Dichter, Schriftsteller und Übersetzer
- 15. Oktober: Ester Blenda Nordström, schwedische Journalistin und Schriftstellerin
- 17. Oktober: Maria Olga de Moraes Sarmento da Silveira, portugiesische Autorin, Dichterin und Feministin
- 18. Oktober: Karl Gustav Vollmoeller, deutscher Philologe, Lyriker, Dramatiker, Schriftsteller, Übersetzer, …
- 22. Oktober: Ernst von Aster, deutscher Philosoph und Philosophiehistoriker
- 24. Oktober: Louis Parrot, französischer Lyriker, Essayist, Biograf und Übersetzer
- 24. Oktober: Ernesto Restrepo Tirado, kolumbianischer Historiker und Ethnologe
- 30. Oktober: Anna Hilaria Preuß, deutsche Schriftstellerin

- 01. November: Heinrich Herm, französisch-schweizerischer Jurist und Schriftsteller
- 12. November: Betty Kurth (Pseud. Vera), österreichische Kunsthistorikerin und Autorin
- 13. November: Samuel C. Bradford, britischer Bibliothekar
- 13. November: Richard Oehler, nationalsozialistischer deutscher Bibliothekar und Nietzsche-Herausgeber
- 19. November: Robert Dean Frisbie, US-amerikanischer Reiseschriftsteller
- 22. November: A. E. W. Mason, britischer Schriftsteller

- 03. Dezember: May Wood Simons, US-amerikanische Autorin und Übersetzerin
- 10. Dezember: Juhan Jaik, estnischer Schriftsteller und Übersetzer
- 10. Dezember: Na Hye-sok, koreanische bild. Künstlerin, Dichterin und Schriftstellerin
- 11. Dezember: Michel Becker, deutscher Schriftsteller
- 12. Dezember: Paul Burg, deutscher Schriftsteller
- 18. Dezember: Marie Kahle, deutsche Autorin, frühe Berichterstatterin über die NS-Zeit
- 22. Dezember: Alexander Jadassohn, deutscher Musikverleger
- 24. Dezember: Hans Poeschel, deutscher Philologe, Kritiker und Herausgeber
- 25. Dezember: Pompeu Fabra i Poch, katalanischer Philologe
- 30. Dezember: Sophie Gallwitz, deutsche Kunstkritikerin und Schriftstellerin
- 30. Dezember: Denton Welch, britischer Schriftsteller
- 31. Dezember: Franz Kesting, deutscher Lehrer und Schriftsteller

#### Genaues Datum unbekannt
- Persefoni Papadopoulou, zyprische Lyrikerin, Autorin, Pädagogin und Frauenrechtlerin
- Friedrich Soukup, deutscher Schriftsteller (Todesjahr ungesichert)
- Marie von Suttner, österreichische Schriftstellerin
- Beatrice Zade, schwedische Schriftstellerin

## Literaturpreise 1948

### Deutsche Literaturpreise
- Dichterpreis der Stadt München: Ernst Penzoldt
- Goethepreis der Stadt Frankfurt am Main: Fritz von Unruh
- Immermann-Preis der Stadt Düsseldorf: Emil Barth
- Johann-Peter-Hebel-Preis: Traugott Meyer
- Wilhelm-Raabe-Preis: Werner Bergengruen

### Internationale Literaturpreise
- Bancroft-Preis (Auswahl): Ordeal of the Union von Allan Nevins
- Bellman-Preis: Hjalmar Gullberg
- Berner Literaturpreis (Auswahl): Walter Adrian, René Gardi, Hermann Hutmacher, Alix de Watteville
- Bialik-Literaturpreis: Max Brod für Galilei in Gefangenschaft
- Bokhandlerprisen: Møte ved milepelen von Sigurd Hoel
- Caldecott Medal: Roger Duvoisin (Illustrator) für White Snow, Bright Snow
- Edgar Allan Poe Award (Auswahl):
  - Best First Novel by an American Author: The Fabulous Clipjoint von Fredric Brown
  - Best Radio Drama: Suspense von div. Autoren
- Frauenliteraturpreis (Japan): Bankiku von Fumiko Hayashi
- Governor General’s Award for Fiction: The Precipice von Hugh MacLennan
- Gran Premio de Honor de la Sociedad Argentina de Escritores: Arturo Capdevila
- Grand Prix Gobert (Auswahl): La France de la Renaissance von Antoine de Lévis-Mirepoix
- Grand prix de littérature policière (National): Le Cinquième Procédé von Léo Malet
- Großer Preis des Samfundet De Nio: Sigfrid Lindström
- Grosser Schillerpreis: Meinrad Inglin
- Holger Drachmann-legatet: Ole Sarvig
- James Tait Black Memorial Prize (Fiction): The Heart Of The Matter von Graham Greene
- John Llewellyn Rhys Prize: The Wind Cannot Read von Richard Mason
- Kossuth-Preis: Milán Füst; Attila József (postum); Lajos Nagy
- Literaturpreis der Stadt Wien: Erika Mitterer
- Lucy B. en C.W. van der Hoogtprijs: Hendrik de Vries für Toovertuin
- Mainichi-Kulturpreis (Kategorie „Literatur und Kunst“): Takeyama Michio für Biruma no tategoto
- Nadal-Literaturpreis: Sebastià Juan Arbó für Sobre las piedras grises
- New York Drama Critics’ Circle Award (Best Play): A Streetcar Named Desire von Tennessee Williams
- Nobelpreis für Literatur: T. S. Eliot
- O.-Henry-Preis: Shut a Final Door von Truman Capote
- Premi Joanot Martorell: El cel no és transparent von Maria Aurèlia Capmany
- Premio Atenea: Gran señor y rajadiablos von Eduardo Barrios
- Premio Nacional de Literatura de Chile: Ángel Cruchaga Santa María
- Premio Strega: Vincenzo Cardarelli für Villa Tarantola
- Premio Viareggio: Elsa Morante für Menzogna e sortilegio und Aldo Palazzeschi für I fratelli Cuccoli
- Prix international Charles-Veillon: La Maison de feu von Pierre Gamarra
- Prix du Meilleur livre étranger: La Confession d'un pêcheur justifié von James Hogg
- Prix du Roman d’Aventures: La mort est du voyage von Thomas Narcejac
- Prix du roman populiste: La Nef des fous von Armand Lanoux
- Prix Femina: Emmanuel Roblès für Les Hauteurs de la ville
- Prix Goncourt: Les Grandes Familles von Maurice Druon
- Prix Renaudot: Voyage aux horizons von Pierre Fisson
- Prosapreis der Stadt Amsterdam: Vaderland in de verte von Annie Romein-Verschoor
- Pulitzer-Preis/Belletristik: James A. Michener für Tales of the South Pacific
- Pulitzer-Preis/Dichtung: W. H. Auden für The Age of Anxiety
- Pulitzer-Preis/Theater: Tennessee Williams für A Streetcar Named Desire
- Schweizerische Schillerstiftung (Auswahl):
  - Gesamtwerkspreis: Emil Balmer für seine Mundartdichtung
  - Einzelwerkpreis: Martha und die Niemandssöhne von Albert J. Welti
- Somerset Maugham Award: P. H. Newby für Agents and Witnesses
- Tidningen Vi:s litteraturpris (Auswahl): Bertil Malmberg, Cora Sandel
- Topelius-Preis für Jugendliteratur: Inkeri palasi Ruotsista von Aili Konttinen
- Welti-Preis: Es steht geschrieben von Friedrich Dürrenmatt

## Verwandte Preise und Ehrungen
- Akademiker (finnische Auszeichnung) (Auswahl): Veikko Antero Koskenniemi
- Asahi-Preis (Auswahl): Tanizaki Jun’ichirō
- Ehrenring der Stadt Wien (Auswahl): Michael Maria Rabenlechner; Rudolf Sieczyński
- Goetheplakette der Stadt Frankfurt am Main: Georg Hartmann
- Guggenheim-Stipendium (Auswahl): Saul Bellow; Eric Bentley; Wing-tsit Chan; Erwin Chargaff; Harold Courlander; Pierre Dansereau; Edwin Denby; Herbert Dieckmann; William K. Frankena; Louis M. Hacker; Elizabeth Hardwick; Edwin Honig; H. W. Janson; Roberto Sabatino Lopez; Yakov Malkiel; Theodor Ernst Mommsen; Helaine Newstead; J. F. Powers; Kenneth Rexroth; Isidore Silver; Charles de Tolnay; Peter Viereck
- Loubat Prize: The British Empire before the American Revolution (Bd. VI) von Lawrence Henry Gipson und Linguistic Atlas of New England von Hans Kurath
- Medaille Pro Finlandia (Auswahl): Pentti Haanpää; Toivo Pekkanen
- Preis der Stadt Wien für Volksbildung: Josef Luitpold Stern
- Prešeren-Preis (Auswahl): Anton Slodnjak für Pogine naj – pes!
- Reuben Award: Chic Young für Blondie
- Scheffelpreis: Reinhard Paul Becker
- Stalinpreis (Auswahl): Ilja Ehrenburg; Anatoli Rybakow; Tichon Sjomuschkin; Wolodymyr Sosjura
- Tony Award/Beste Regie: Joshua Logan in Mister Roberts (auch „Bestes Theaterstück“)